# Luigi Bruzza
(Luigi Bruzza)
Padre Luigi Maria Bruzza (Genova, 15 marzo 1813 – Roma, 6 novembre 1883) è stato un archeologo, epigrafista barnabita italiano.

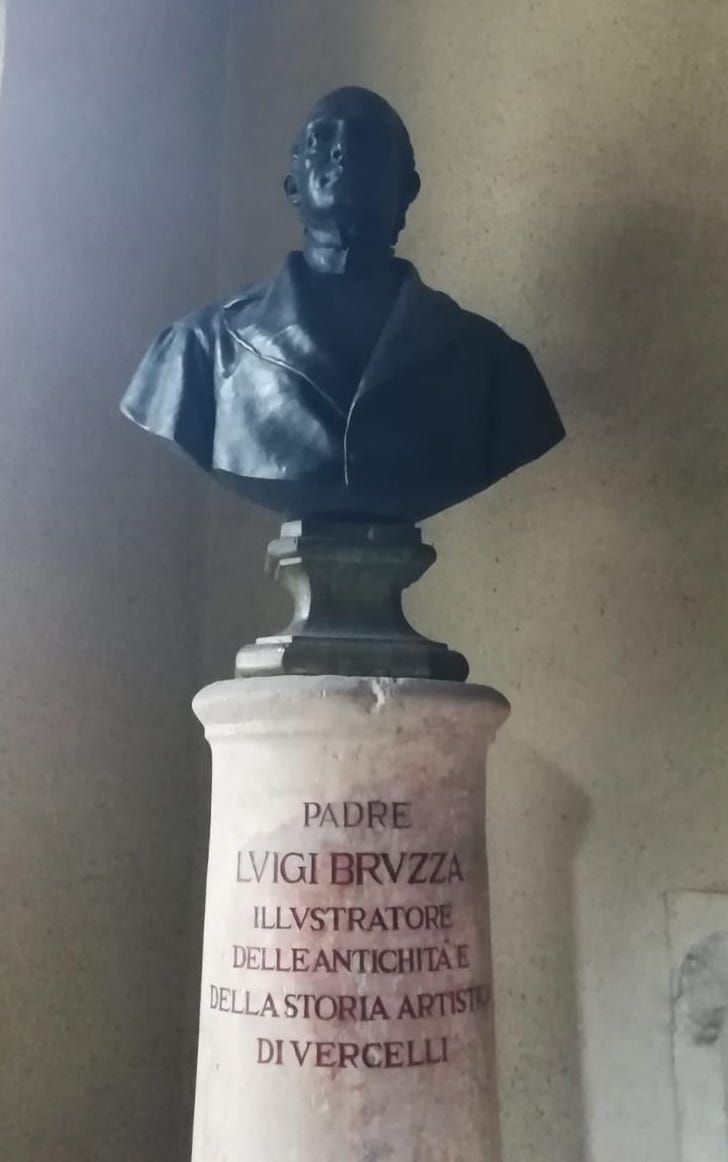
Busto di Luigi Maria Bruzza conservato al Museo Leone di Vercelli

È generalmente considerato uno degli iniziatori dell'archeologia moderna per il suo interesse per i reperti (ossia i corpora) ma anche per la sua attività di ricerca e sorveglianza sugli scavi archeologici.
Insigne epigrafista, è autore delle Iscrizioni Antiche Vercellesi, opera che gli fece guadagnare la cittadinanza onoraria vercellese, nonché la realizzazione del Museo Lapidario nel chiostro della Basilica di Sant'Andrea.

## Biografia

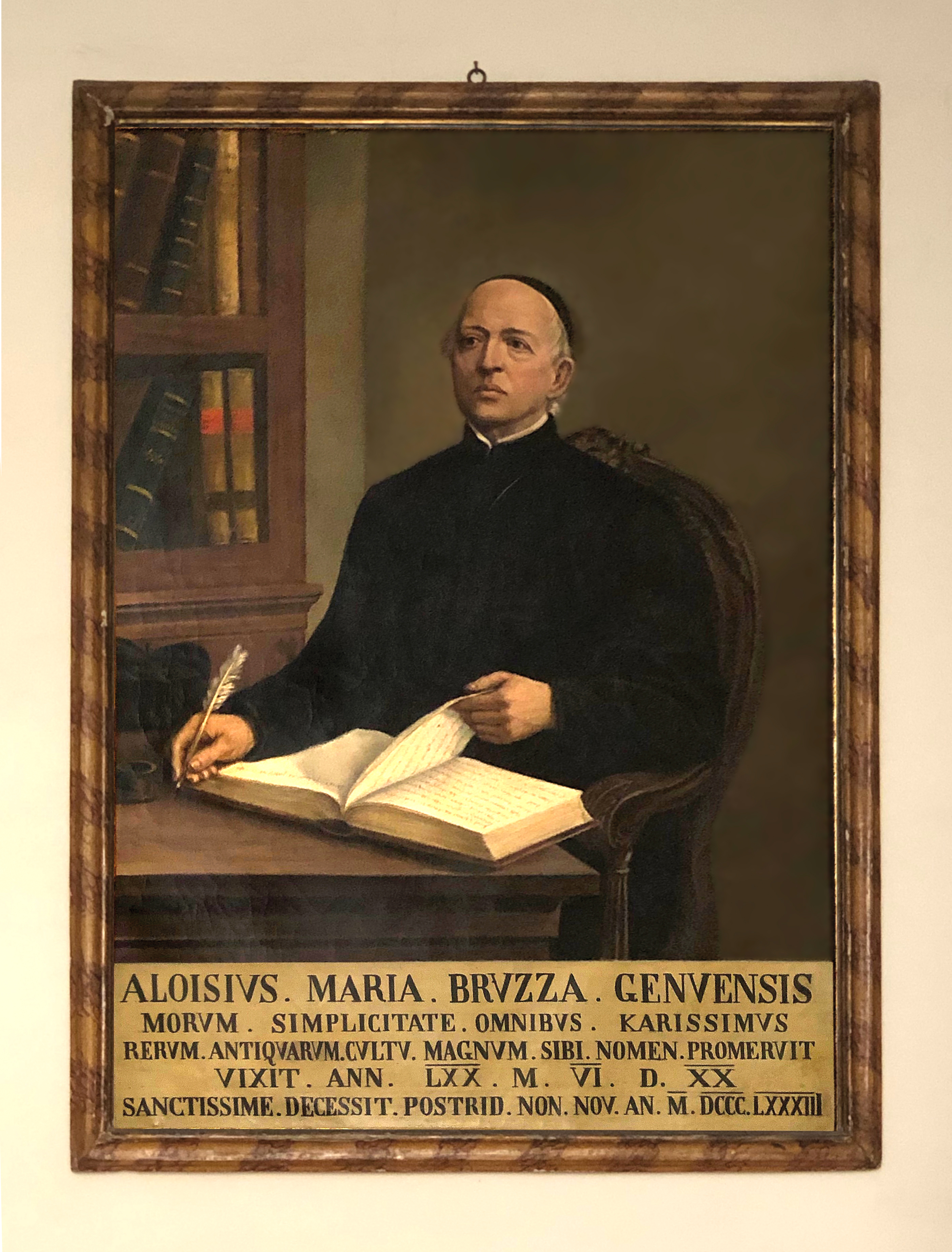
Ritratto di p. Luigi Bruzza

### I primi anni
Luigi Maria Bruzza nacque a Genova il 15 marzo 1813; qui, il 24 luglio 1830, si laureò con lode, seguito dal professore di letteratura latina Giovanni Battista Spotorno, docente che lo iniziò e appassionò alle antichità. L'anno successivo entrò nel noviziato di S. Bartolomeo degli Armeni a Genova, dove il 7 ottobre 1832 professò i voti e vestì l'abito dei Barnabiti. Pochi giorni dopo si trasferì a Roma per studiare teologia ma anche ebraico e greco antico, seguito dal professore e barnabita Luigi Ungarelli, del quale frequentò il "Collegium Litterarum Hieronymianum", un'accademia di studi biblici fondata da Ungarelli stesso. Dopo essere stato ordinato sacerdote, dal 1835 al 1839 insegnò grammatica a Parma, presso il collegio Maria Luigia; il 3 ottobre dello stesso anno assunse l'incarico di professore di retorica presso le Scuole di San Cristoforo a Vercelli.

### Il soggiorno vercellese

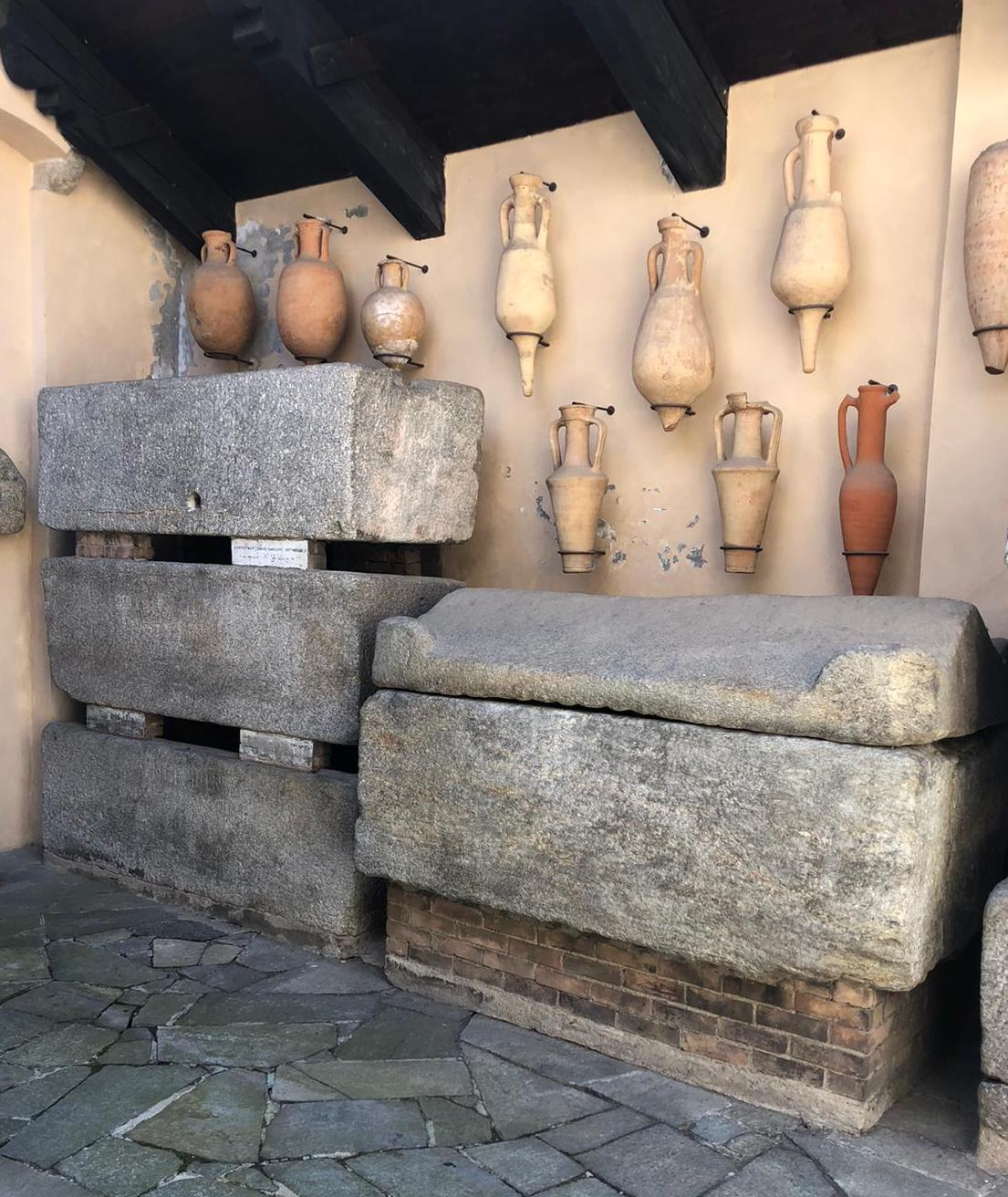
Sarcofagi e anfore provenienti dal Lapidario bruzziano, riallestiti nel cortile antistante la manica di raccordo del Museo Leone

A soli ventisei anni Bruzza fu chiamato ad insegnare a Vercelli; durante questo periodo si dedicò con gran fervore allo studio della storia e delle antichità vercellesi, motivo per cui era solito passare gran parte del suo tempo negli archivi. A questa fase risalgono alcuni dei suoi primi scritti, nati come discorsi da tenere in pubblico e solo successivamente dati alle stampe: "Delle lodi della città di Vercelli" (1841), "Sugli storici inediti vercellesi" (1843) e "Sopra Vibio Crispo" (1845). A partire dal 1846 il barnabita iniziò ad interessarsi sempre più di argomenti archeologici, fino a trascurare gli studi storici sulla città; però nel 1842 aveva già intrapreso un lavoro di ricerca e raccolta delle epigrafi sparse per tutto il vercellese, col permesso da parte dell'allora sindaco Gifflenga di ordinare tutto questo materiale nell'atrio dello scalone e nel giardino del palazzo civico. L'idea del Bruzza era quella di realizzare un primo nucleo, che col tempo sarebbe andato espandendosi, del Museo Lapidario, della quale istituzione aveva già fatto cenno nell'orazione del 1841. Questa struttura venne successivamente realizzata e collocata nell'attuale chiostro della Basilica di Sant'Andrea, fino a quando non si decise di smantellarla e trasferire tutto il materiale al Museo Leone a causa dello stato di abbandono in cui versava. Nel 1847 Bruzza venne nominato socio corrispondente da parte dell'Accademia delle Scienze ed Arti di Alessandria e dell'Istituto Germanico di corrispondenza di Roma, soprattutto grazie alla conoscenza di illustri studiosi quali Carlo Promis, Carlo Baudi di Vesme, Costanzo Gazzera, Domenico Promis e Bartolomeo Borghesi. Sempre nel 1847 il barnabita venne nominato Rettore delle Scuole di S. Cristoforo, incarico che lo oberò di impegni e gli causò non pochi fastidi soprattutto per via della questione relativa alla concorrenza esistente fra Barnabiti e Gesuiti a Vercelli. Questo dissidio infatti provocò l'estromissione dei Barnabiti dalla città, motivo per cui nel 1853 Bruzza venne trasferito a Napoli, per andare ad insegnare dapprima alle Scuole di Santa Maria di Caravaggio, successivamente presso il Collegio di San Giuseppe a Pontecorvo.

### Il soggiorno napoletano
Bruzza restò ad insegnare a Napoli per soli tre anni, periodo durante il quale si dedicò allo studio del greco antico e dell'archeologia magnogreca. Ciò che però più gli mancava era poter proseguire le ricerche vercellesi in campo storico-artistico, archeologico ed epigrafico, che riuscì ugualmente a portare avanti, seppur distante, grazie alla fitta corrispondenza epistolare intrattenuta con alcuni illustri personaggi, quali Carlo Promis, Edoardo Mella e Sereno Caccianotti.

### Il soggiorno moncalierese

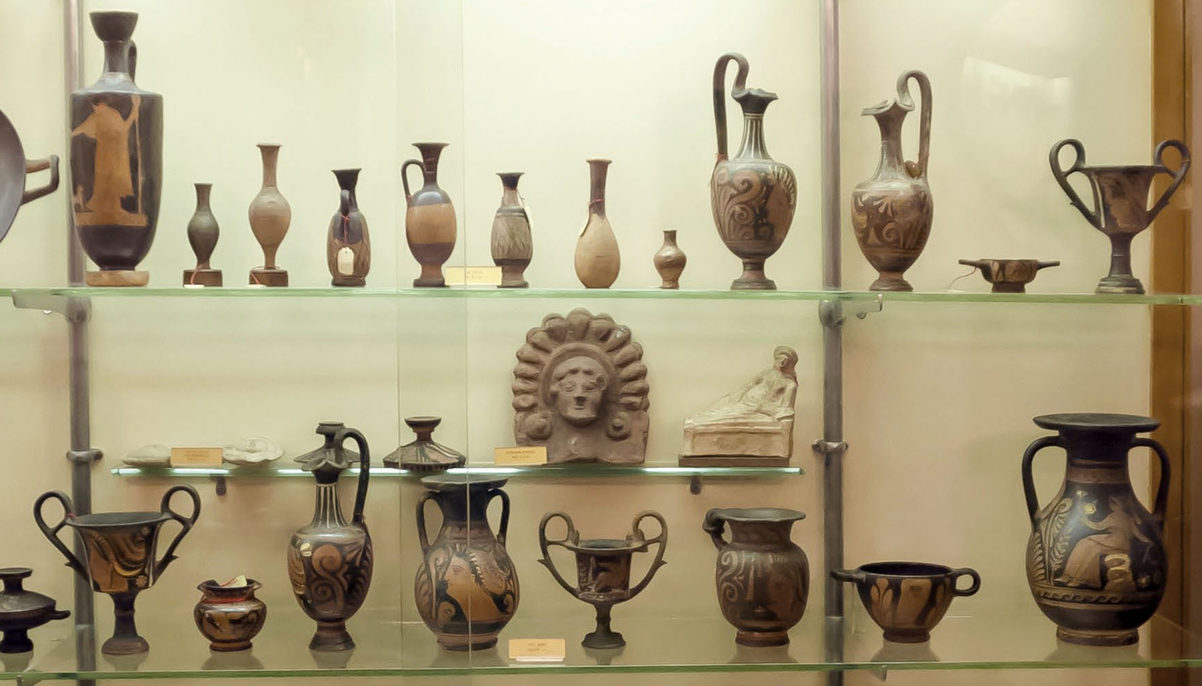
Collezione Archeologica, Palazzo Mombello, Moncalieri (TO). Porzione di una delle vetrine che ospitano le ceramiche attiche e magno-greche.

Dal 1856 al 1867 risiedette, in qualità di insegnante, presso il Real Collegio Carlo Alberto di Moncalieri. Qui riunì i numerosi pezzi della sua preziosa ed eterogenea Collezione Archeologica, che crebbe ulteriormente nel tempo, nella quale si trovano fianco a fianco reperti magno-greci e romani (comprese alcune delle epigrafi che non avevano trovato collocazione nel Lapidario di Vercelli), ma anche etruschi, egizi e preistorici. Bruzza si servì di  tali reperti come strumenti didattici con cui arricchire le sue lezioni, facendo letteralmente "toccare con mano" agli studenti oggetti realmente provenienti da quel passato che andava insegnando. La Collezione Archeologica, proprietà dei padri Barnabiti, è ancora conservata a Moncalieri ma presso Palazzo Mombello, adiacente al Real Collegio Carlo Alberto. 

### Il soggiorno romano
Dopo il lungo periodo di insegnamento trascorso a Moncalieri, Bruzza si trasferì a Roma, momento estremamente fecondo per quanto concerne gli studi, ormai sempre più indirizzati verso l'epigrafia e l'archeologia. Qui iniziò ad affiancare il barone Ercole Visconti negli scavi dell'Emporio, interessandosi sempre più allo studio dei corpora e alla topografia. Egli quindi intraprese un lavoro di schedatura dei bolli anforacei provenienti dal vicino monte Testaccio, le quali schede in seguito confluirono nel CIL per opera di Dressel. Grazie a tali attività il barnabita portò a compimento una serie di scritti: "Iscrizioni dei marmi grezzi", per il quale egli è tuttora ricordato come precursore nello studio dei marmi di cava, "Marmi Lunensi", per la quale ebbe la collaborazione del giovane Dressel e "Il Regesto di Tivoli", opera rimasta incompiuta e utile ancora oggi agli studiosi in quanto il materiale topografico ed archeologico raccolto al suo interno non è più fisicamente reperibile ed individuabile. Nel 1871 divenne socio ordinario dell'Istituto di corrispondenza archeologica e nel 1874 entrò a far parte della Pontificia Commissione di archeologia. Contemporaneamente insegnò letteratura italiana, latina e greca presso la sua Congregazione in S. Carlo ai Catinari. Nel frattempo egli riprese a lavorare alle "Iscrizioni Antiche Vercellesi", dandole alle stampe nel 1875; le bozze di questo volume vennero lette in anteprima dal Mommsen, che le inserì nel CIL e le fece recapitare all'Henzen. Le "Iscrizioni" furono lodate dal Mommsen e, data l'importanza e la novità del lavoro, il barnabita entrò ben presto nel novero dei più insigni epigrafisti europei. Il municipio vercellese, per esprimere la propria gratitudine, concesse al Bruzza la cittadinanza onoraria, una medaglia d'oro e la promessa -nonché l'intitolazione in vita - della realizzazione del Museo Lapidario. Qualche anno dopo iniziò a farsi strada nella mente del barnabita anche l'idea di creare un museo archeologico civico, posto accanto al Lapidario; tale progetto non venne attuato sia a causa del disinteresse da parte della pubblica amministrazione, sia a causa della mancanza di fondi da destinarsi. Nel frattempo dedicò il suo tempo anche allo studio dell'Archeologia Cristiana, motivo per cui collaborò con Giovanni Battista De Rossi: fu anche grazie al Bruzza se tale disciplina acquisì autonomia, portando nel 1875 alla nascita della "Società di Archeologia Cristiana", della quale però non fu fondatore ma uno dei propulsori.

### Gli ultimi anni
Bruzza soffriva di forti nevralgie, che lo spinsero ad andare spesso a Tivoli e a Subiaco per rinvigorirsi. Inoltre una brutta caduta in un fosso nel dicembre del 1882, mentre visitava gli scavi della cripta di Sant'Ippolito, lo costrinsero a letto per diversi mesi; la sua mente però era più lucida che mai, tanto da farsi proseguire la raccolta di materiale epigrafico per il suo secondo volume delle "Iscrizioni". Le sue condizioni di salute peggiorarono a seguito di questa caduta: morì a Roma il 6 novembre 1883, sepolto a San Carlo ai Catinari. Padre Colombo, alla morte del Bruzza, si fece mandare tutte le carte relative a Vercelli con l'intenzione di pubblicare una raccolta di scritti postumi del barnabita, facendola precedere da una biografia. Egli però morì sei mesi dopo il Bruzza, trovando così il lavoro.

## Il Museo Lapidario[40]

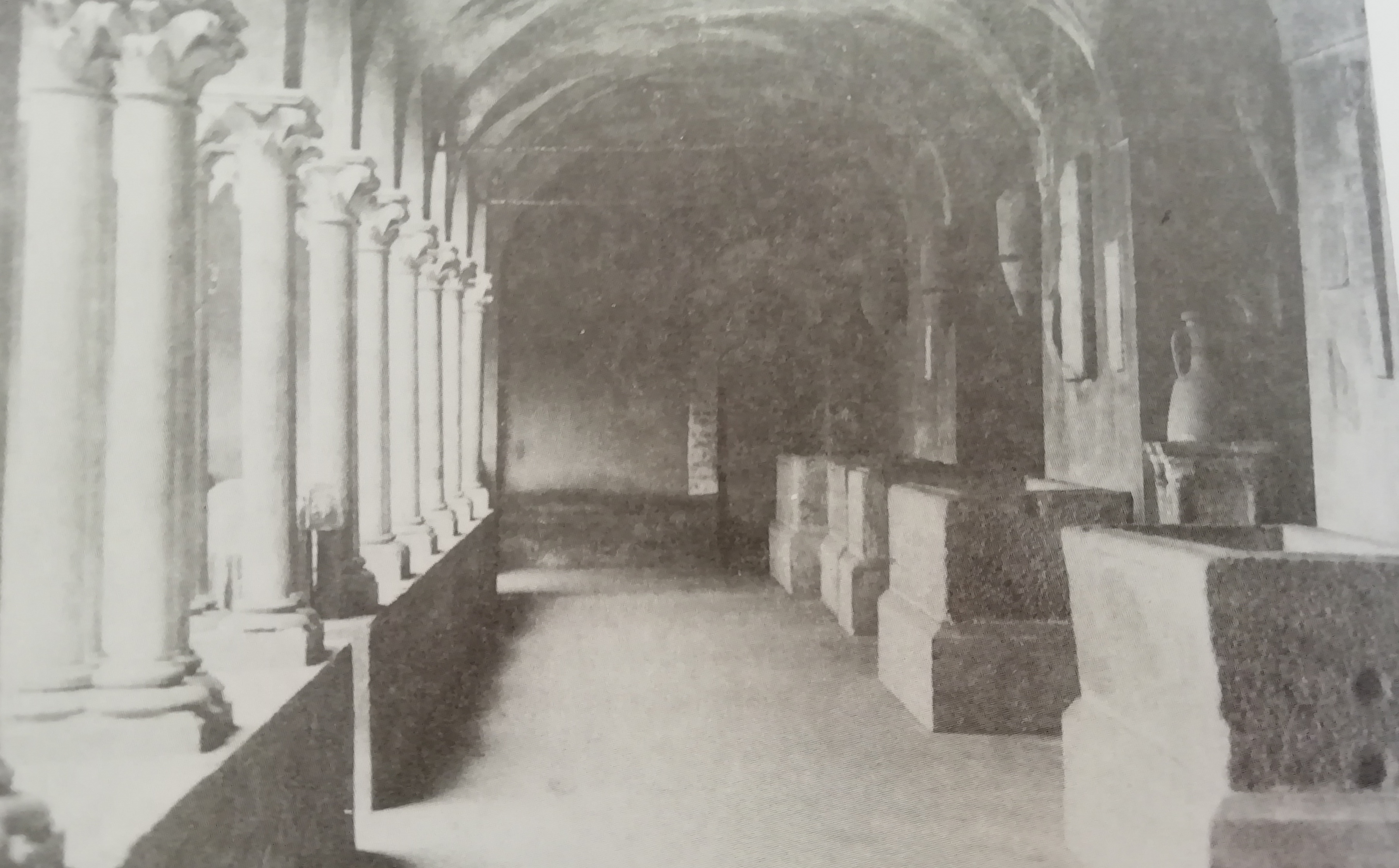
Il Lapidario Bruzza in una fotografia dei primi del 1900 (chiostro della Basilica di S. Andrea)

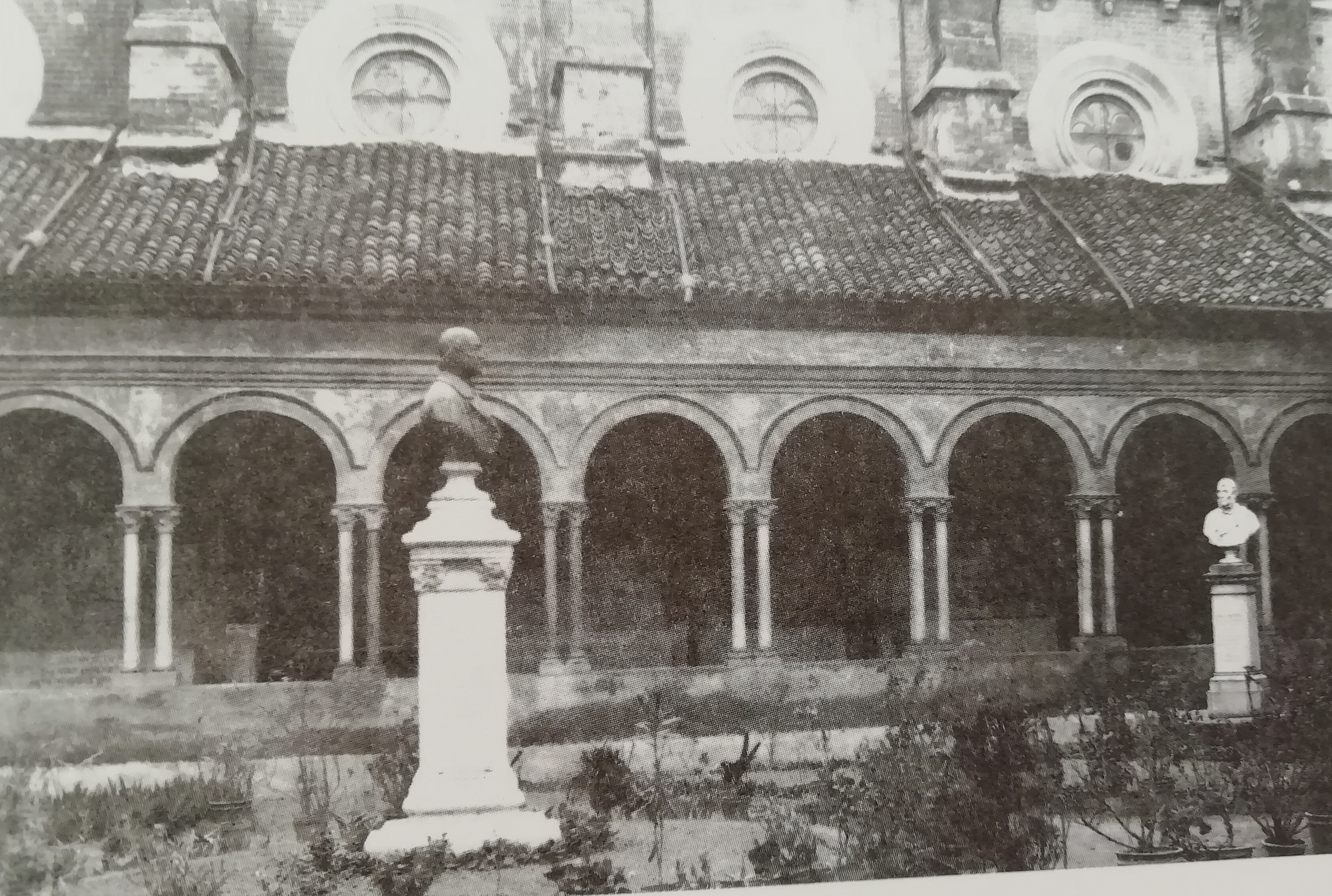
Il Lapidario Bruzza in una fotografia dei primi del 1900 (giardino all'italiana, chiostro della Basilica di Sant'Andrea)

L'idea di realizzare un lapidario sorse al Bruzza durante gli anni del soggiorno vercellese; essa trovò attuazione solo nel 1875 quando, a seguito della delibera del Consiglio Comunale (19 giugno), al barnabita venne concessa la cittadinanza onoraria e venne fatta coniare una medaglia d'oro in suo onore. In tale occasione si decise di favorire la realizzazione del lapidario, che impegnerà il Municipio per diversi anni. Fu Cesare Faccio, assieme al figlio Giulio Cesare, a redigere un catalogo nel 1903, la quale edizione venne ampliata nel 1924. Esso trovò collocazione nell'attuale chiostro della Basilica di Sant'Andrea: qui vennero raccolti sarcofagi, anfore, epigrafi, cioè tutto quel materiale lapideo proveniente dal territorio vercellese, che il Bruzza andava raccogliendo e catalogando da diversi anni, e che confluì nelle "Iscrizioni". L'obiettivo era quello di salvare dalla dispersione tali reperti e di renderli fruibili al grande pubblico, in qualità di testimonianza del loro passato. Per questo motivo quegli oggetti che il Bruzza stesso nel 1842, ossia durante i primi anni del suo soggiorno vercellese, aveva temporaneamente sistemato all'interno della vetrina municipale, in seguito vennero radunati all'interno del lapidario, assieme a quelli che poco tempo prima erano custoditi dagli enti religiosi e in casa di privati cittadini. A gestire il primo allestimento fu chiamato dal Bruzza stesso l'architetto Locarni; a coordinare tale impresa venne chiamata in causa anche la neonata Commissione Archeologica Municipale, una delle prime nate in Italia, ma che sopravvisse solamente pochi decenni. La prima fase di sistemazione del Lapidario si concluse nel 1881, con la tinteggiatura delle pareti, il riordino dei marmi, la ri-coloritura delle lettere delle iscrizioni, la realizzazione di basamenti murari per i sarcofagi e la ricostruzione dell'ambone. La gestione venne affidata all'avvocato Francesco Marocchino, archivista del Comune, che però non essendo un archeologo di professione fece molti errori: trasportò nel chiostro una serie di elementi lapidei moderni, scambiati da lui per antichi, e colorò le lettere di un'epigrafe in maniera errata. Nei primi del Novecento il Lapidario risultava già abbandonato a sé stesso: così il Comune decise di chiedere l'aiuto del notaio Camillo Leone, che nel 1900 ne eseguì il riordino (terminato nel luglio del 1901): appese le anfore con degli anelli sospensori e riordinati e allestiti i monumenti medievali e moderni, dispose al centro del chiostro i busti di cittadini benemeriti, domandò in una lunga lettera che il museo venisse affidato ad un "Ispettore governativo degli scavi e monumenti" (figura usuale in altre città italiane dell'epoca), e che il chiostro venisse sorvegliato, in quanto soggetto a vandalismi a trasformato in parco giochi per bambini.

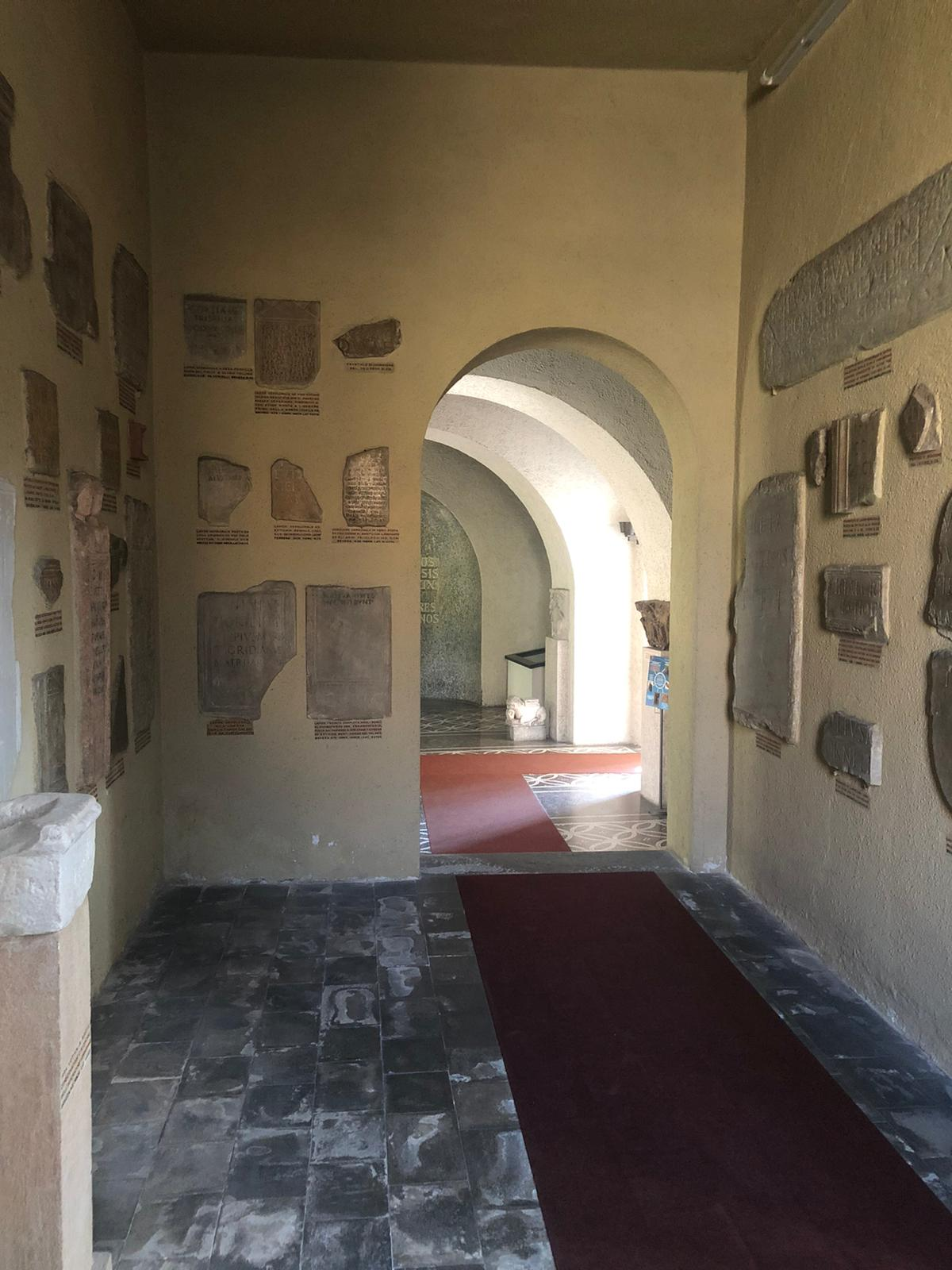
Una delle sale del Museo Leone contenente alcune delle epigrafi conservate in origine nel Lapidario bruzziano

### Il Lapidario oggi
Nel 1934 il Lapidario venne disallestito: secondo quanto riportato da studiosi locali, esso era ormai da anni in stato di abbandono. Testimonianza del disallestimento viene fornita dal "Catalogo" di Faccio, pubblicato nel 1903 (la seconda edizione venne data alle stampe nel 1924). Così, col restauro di Palazzo Alciati, adiacente a Palazzo Langosco (attuale sedi del Museo Leone), vennero creati nuovi spazi, sfruttati per collocarvi le epigrafi provenienti dal chiostro, murate e spesso disposte in modo tale da non agevolarne la fruizione, secondo quindi criteri museografici non attuali. Invece le anfore e i sarcofagi vennero sistemati all'interno del cortile antistante l'ingresso della manica di raccordo.

### Il progetto del Museo Archeologico Civico

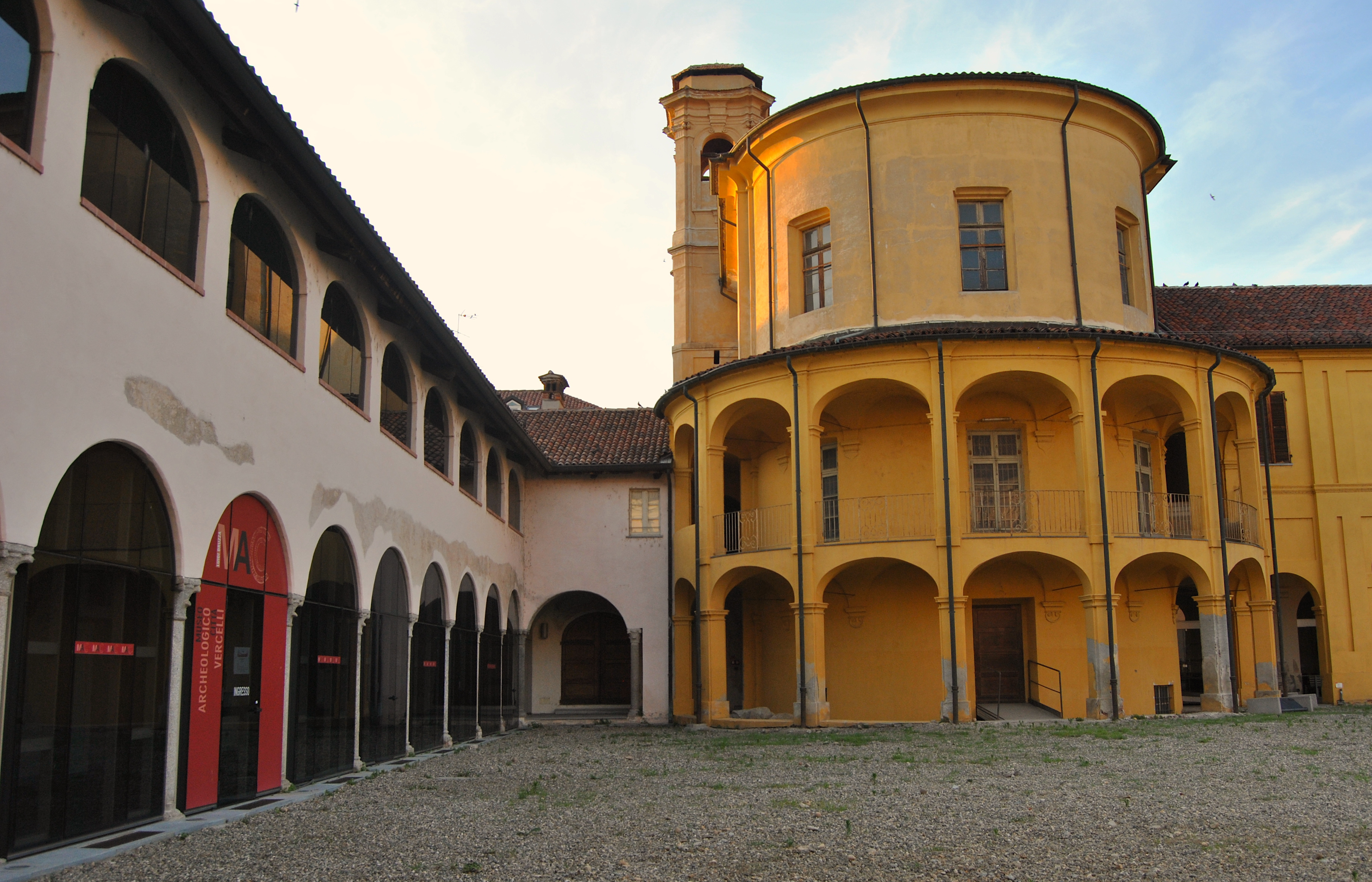
La manica medievale dell'ex monastero di Santa Chiara, attuale sede del MAC

Durante il periodo trascorso a Vercelli Bruzza non solo progettò il Lapidario ma anche un primo nucleo di museo archeologico civico, che fosse posto in una delle sale adiacenti al chiostro del S. Andrea. Il suo obiettivo era quello di permettere sia la tutela del patrimonio culturale, sia la sua pubblica fruizione. Per attuare tale progetto, a partire dal 1842 dispose alcuni dei reperti che era riuscito a recuperare da privati o da scavi archeologici, in una piccola vetrina posta nell'atrio del Municipio, con l'auspicio di veder accrescere la collezione e di trovarle una sede degna di un museo. Perciò la Giunta Comunale decise di istituire una Commissione Archeologica: così infatti si sarebbero potuti intraprendere una serie di scavi sistematici in quelle zone che, secondo quanto documentato dal barnabita, erano ricche di reperti d'ogni tipo. Il Museo civico bruzziano però, sia a causa dei costi elevati, sia a causa del disinteresse da parte del Municipio nel finanziare tali ricerche, non venne realizzato; dovremo aspettare il 2014 per vedere concretizzato il suo progetto, con la nascita del Museo Archeologico della città di Vercelli - Luigi Bruzza (MAC), situato nella manica medievale dell'ex monastero di Santa Chiara.

## Opere

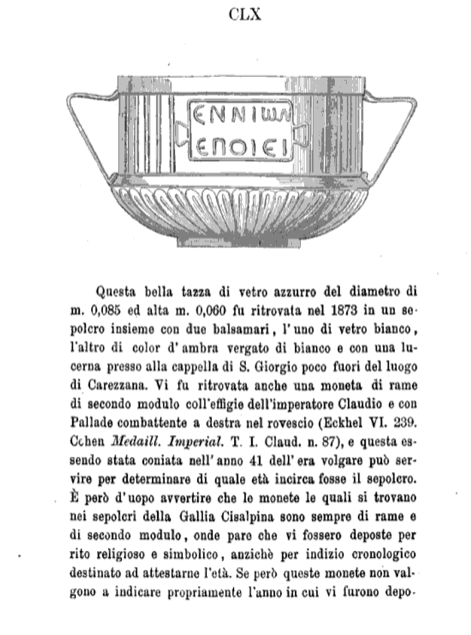
Immagine tratta dalle "Iscrizioni Antiche Vercellesi"

### Le "Iscrizioni Antiche Vercellesi"[59]
Bruzza, durante il suo soggiorno vercellese (1842-43), aveva iniziato a progettare un'opera che racchiudesse tutto il materiale epigrafico da lui rinvenuto nel territorio; per far ciò si servì di fidati amici e collaboratori che, durante il suo periodo di permanenza a Napoli e a Roma, lo aiutarono ad implementare le raccolte tramite notizie, calchi e schizzi tramite corrispondenza. Così il barnabita, seppur distante da Vercelli, riuscì ugualmente a realizzare questo imponente volume, ancora oggi uno dei capisaldi per gli studi di antichistica locale. Esso presenta un'ampia introduzione dedicata alla storia vercellese, in cui Bruzza si premura di sfatare numerose teorie giustificate più da un eccesso di patriottismo che di rigore scientifico. L'opera, costituita da 172 schede epigrafiche (di cui 155 nel testo-base e 17 in appendice) possiede la seguente struttura:
1. Introduzione.
2. Iscrizioni sacre.
3. Iscrizioni storiche.
4. Iscrizioni sepolcrali.
5. Iscrizioni militari.
6. Figuline (anfore e pesi).
7. Lucerne.
8. Vasi a vernice rossa e nera.
9. Forme di vasi e di lucerne.
10. Iscrizioni cristiane.
11. Appendice.
12. Correzioni ed aggiunte.
13. Indice epigrafico.

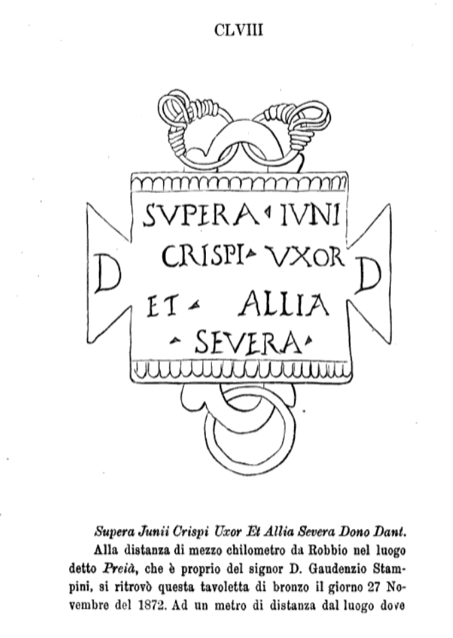
Estratto delle "Iscrizioni Antiche Vercellesi"

Uno dei limiti di quest'opera è che essa è per lo più descrittiva; quindi è raro trovarvi ipotesi interpretative sugli oggetti rappresentati: non sono presenti infatti connessioni tra testi, simbologia iconografia dell'oggetto lapideo, funzionalità e tipologia. Bruzza è sempre molto cauto nell'apporre cronologie ed integrazioni alle parti mancanti nei disegni. L'opera, pur possedendo alcuni difetti trascurabili e giustificati dalla relativa giovinezza dell'epigrafia, è considerata da tutti gli studiosi del settore una pubblicazione di altissimo livello.
Le "Iscrizioni", pubblicate nel 1875, furono lodate da numerosi studiosi di fama internazionale, quali Dressel, Mommsen, Henzen, tanto da essere riprese nel volume V (Gallia Cisalpina) del CIL; la città di Vercelli, per onorare il successo dell'opera, concesse la realizzazione del Museo Lapidario con intitolazione in vita a Bruzza.
Il barnabita dovette apprendere le basi dell'epigrafia durante gli anni in cui frequentò l'Istituto Bartolomeo degli Armeni a Genova; tale disciplina funse da sussidio per lo studio del latino. Il suo interesse per l'epigrafia nacque quando si rese conto che i soli dati storiografici non bastavano per ricostruire in modo rigoroso e scientifico il passato; da qui l'esigenza di basare le proprie ricerche su altre fonti (materiali), quali le epigrafi. Infatti dai marmi inscritti si possono reperire numerose informazioni sulle società del passato, mentre la storiografia è fatta di visioni soggettive, non sempre attendibili da un punto di vista ricostruttivo.

## L'epistolario bruzziano[68]

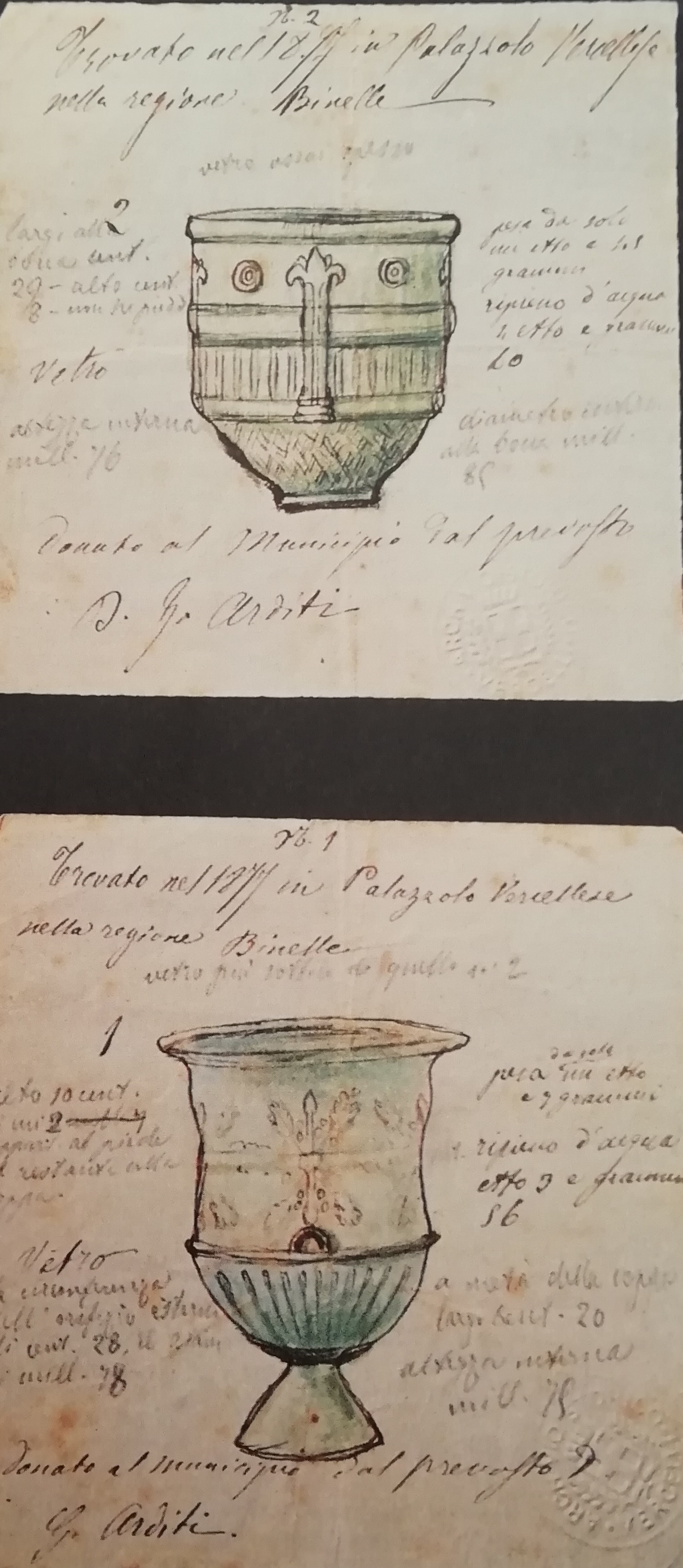
Disegni di Giulio Tanoni della tazza e del cratere rinvenuti a Palazzolo (oggi conservati al Museo Leone), allegati alla lettere del Tea al Bruzza del 18 novembre 1878

La maggior parte delle notizie riguardanti Bruzza le possediamo grazie alla fitta corrispondenza che egli intrattenne con amici e colleghi; una parte delle lettere è rimasta, da quel che si sa, a Vercelli (Museo Leone, Archivio Storico e Biblioteca Civica), un'altra parte a Novara, un'altra ancora a Roma. Fra le carte conservate a Vercelli si conservano quelle riguardanti le fasi di formazione e allestimento del lapidario, di raccolta di reperti archeologici per la realizzazione del museo archeologico civico e il periodo successivo alla pubblicazione delle "Iscrizioni". Tra i principali corrispondenti del Bruzza vi sono:
- L'archivista municipale Francesco Marocchino[73].
- Il bibliotecario della Civica, Sereno Caccianotti[74].
- L'archeologo Giovanni Battista De Rossi.
- Il teologo e canonico del Duomo, don Canetti[75].
- Il notaio e collezionista Camillo Leone.
- Il conte Edoardo Arborio Mella.
- L'archeologo e professore Ermanno Ferrero.
- Il professore di lettere Luigi Balliano[76].
- Il vice segretario comunale, Alberto Tea[77].
- Il parroco di Cigliano, Natale Martinetti.
- Il parroco di Palazzolo, Giacinto Arditi.
- Lo storico Ariodante Fabretti.

Spesso questi gli inviavano schizzi, disegni e calchi che dovevano servire al barnabita per riuscire a classificare gli oggetti; egli fu uno dei primi archeologi italiani a sostenere l'importanza dello studio dei corpora (anche se frammentari), considerati fondamentali per ricostruire le dinamiche socioeconomiche dell'antichità.

### Citazioni dall'Epistolario
Per comprendere pienamente la figura del Bruzza è necessario affidarsi alle fonti dirette; una preziosa e utile testimonianza per studiare il barnabita viene fornita dalle lettere che egli inviò e ricevette dai suoi amici e colleghi.

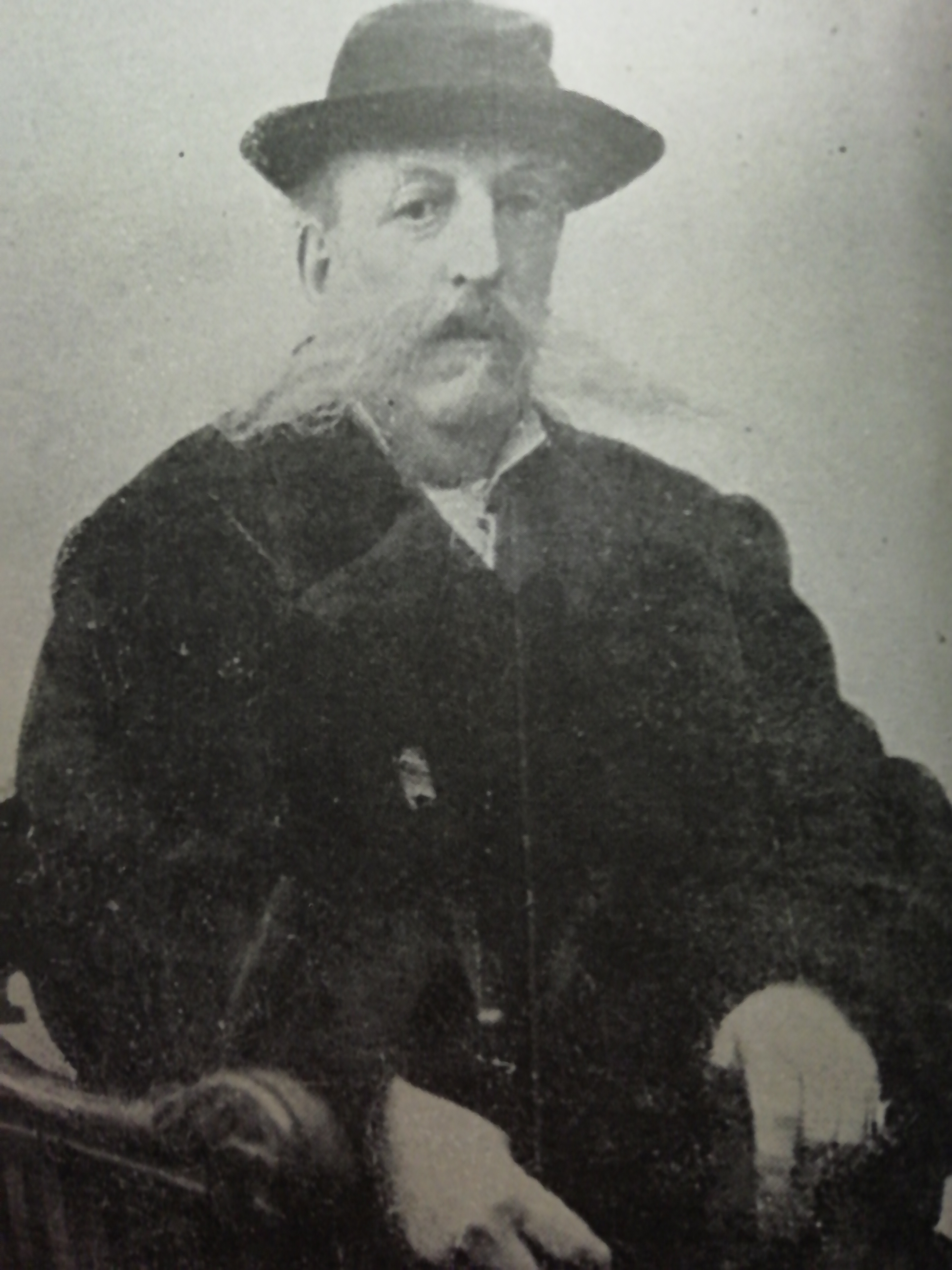
Il notaio e collezionista vercellese Camillo Leone, fondatore del Museo Leone nonché uno dei corrispondenti del Bruzza

#### Lettera del Bruzza a Camillo Leone, Roma, 3 ottobre 1877[80]
- "Signore ed amico carissimo, ieri scrissi all'amico Caccianotti e alla sera ricevetti la sua lettera; sicché fu per me una bella giornata avendola cominciata e finita conversando per iscritto con gli amici. Volentieri le manderei lo scritto sopra il Sodoma, ma essendone state tirate a parte solo 40 copie, sono già 10 anni che non ne ho più nessuna, e avendone avuto domanda da molte parti ho dovuto rispondere che "nemo dat quod non habet" [...]".
- "[...] È stato ben fortunato a ritrovare una copia della Dissertazione sul Campanello, perché anche di questa ne sono rimasto senza. La moda che in seguito a quella dissertazione nacque fra le signore di portare un campanello, che in alcune città ed in Napoli fu grandissima, e dove ora si attacca alla catenella degli ombrelli, me ne fece richiedere da tutte le parti; ma avendone fatte tirare solo 100 copie, ne restai affatto sprovveduto. Ne teneva alcune copie in riserva per darle a persone amiche e alle quali potesse importare per lo studio, ma che vuole? [...]".
- "[...] Nel tempo che io era in Piemonte vennero altre domande da fuori e i Padri miei di questa cosa non sapendo che quelle poche, erano quattro, fossero le ultime che io avessi le distribuirono e due di esse so che vennero a Torino ma non so a chi. Chi sa che una di queste non sia quella che toccò a Lei? Ne sarei contento. In tutta questa faccenda dei campanelli gli orefici fecero denari, un solo di Roma ne vendette tanti per otto mila lire, ed io non facendomi pagare da alcuno, e dando tutte le copie in regalo, vi giuntai una sommetta che se ora l'avessi non mi sarebbe discora [...]".
- "[...] Ma e la gloria? è questo il vero caso di dire fumo senza arrosto [...]. Ora che la stagione permette di fare lunghe passeggiate, vorrei che Ella, sig. Camillo, andasse a vedere quelle anfore che l'avv. Beglia, mi assicurò essersi trovate in un fondo vicino a Vercelli nella strada di Trino. Se potesse andarvi con Caccianotti farebbe bene, ma non so se la salute glielo permetta. Se trovasse ancora di quelle anfore, che a quanto mi fu detto devono esservene ancora, osservi bene il collo e il ventre se hanno lettere graffite; se ne avessero scritte a pennello bagnandole il colore rinvigorisce [...]".
- "[...] Queste si copiano con la carta trasparente, delle altre a rilievo, colla carta bagnata se ne cava il calco. Si informi dai contadini di ogni cosa che fu trovata e dove andò. Io ho bisogno di materiale per fare più importante il supplemento che intendo fare alle Iscrizioni. Di queste seccature ne avrà delle altre, intanto la saluto e sono Suo amico D. Luigi Bruzza B".

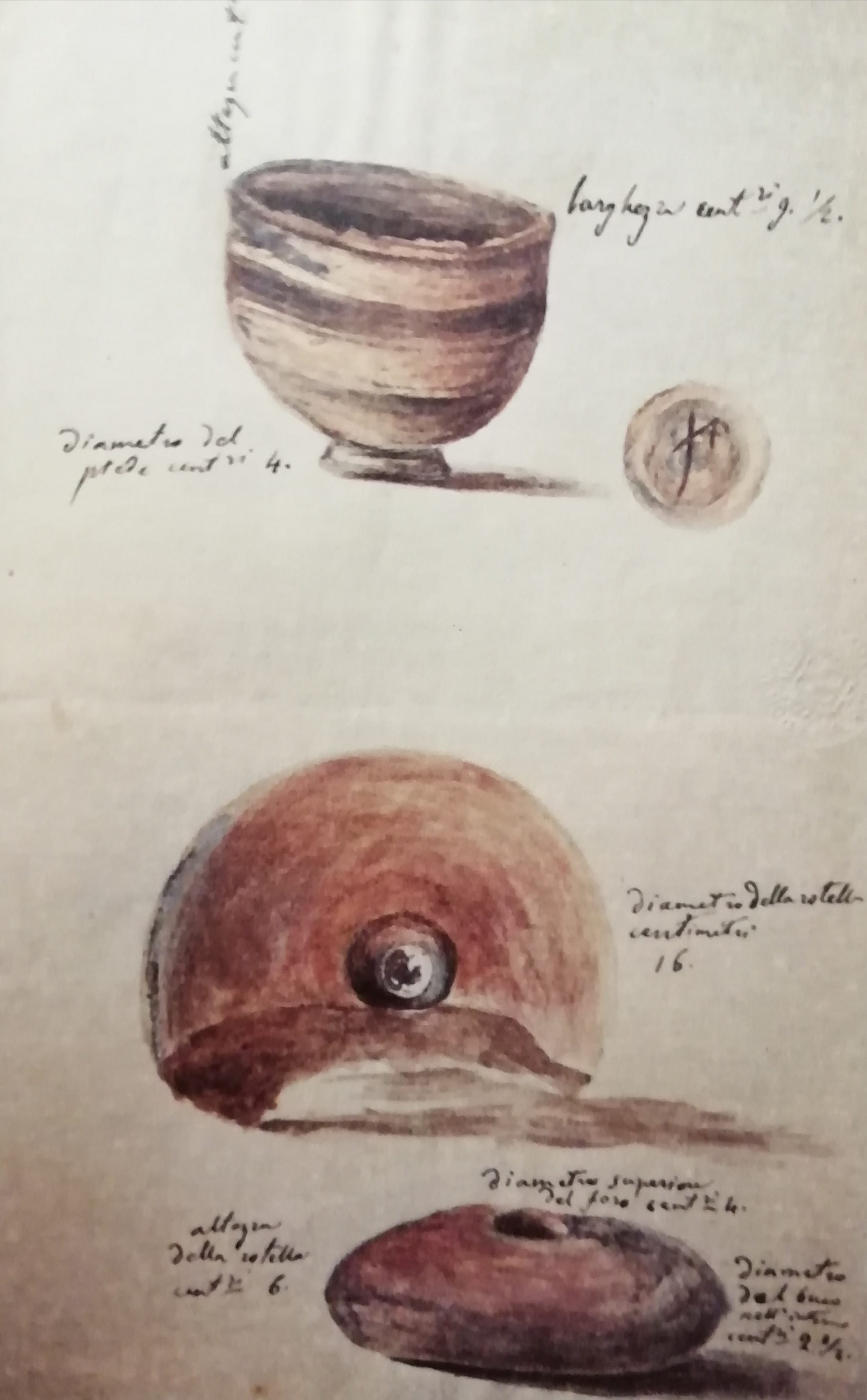
Disegno di F. Marocchino: ciotola in ceramica e tappo di anfora

#### Lettera del Bruzza a Camillo Leone, Roma, 2 ottobre 1878[81]
- "Mio caro Signor Leone, essendosi la lettera mia e quella dell'amico Caccianotti incrociate per via, Ella mi ha fatto un piacere graditissimo a riscontrarmi in sua vece benché egli non avesse forse materia da rispondere, due giorni dopo che mi aveva scritto. La ringrazio ancora per la bella lettera sua piena di sincera affezione per la quale io mi rallegro di avere un caro e sincero amico [...]".
- "[...] Il Cav. Collobiano non mi ha ancora risposto, perché forse non ha ancora ritrovato in famiglia un oggetto antico assai curioso, che però non è uno specchio, che io vorrei dare in disegno, come il suo arnese campanellesco, nel Supplemento alle Iscrizioni di Vercelli. Gli ho scritto pure riguardo al museo, ma ancora non so quale effetto abbia avuta la mia lettera. A forza di pungere e di spingere arriveremo alla meta. Io tengo per Lei, come già sa, un piede votivo, cosa rarissima in Piemonte, ma non in Roma, perché molti di questi voti di ogni specie, si trovano specialmente a Palestrina. Glie lo manderò alla prima occasione a meno che Ella non mi indichi il modo di inviarglielo [...]".
- "[...] Mi sono consolato all'intendere che fra poco avrà molte figuline di scavo. La prego di visitarle attentamente in ogni parte e di osservare se vi è nulla di scritto a pennello. Se trova qualche cosa me ne dia subito avviso, ma indicando il luogo dove furono ritrovate. Caro Signor Leone importa assai che di tutti gli oggetti che ha, ne faccia un catalogo generale nel quale sia indicato il luogo dove furono trovati, o almeno dove gli ha comprati. Creda che col tempo è immensa l'utilità di questi cataloghi per la scienza. Io non so capire come con tante figuline che ha, non ne abbia ancora alcuna scritta, eccetto la rara anfora e il piattello di terra aretina che io ho copiato. Io spero che il prossimo acquisto che farà soddisferà il mio desiderio [...]".
- "[...] Ella deve fare conoscenza col Sacerdote Casalone che è maestro in Seminario. Vi vada a nome mio e si faccia indicare i luogo preciso del bosco dei platani, dove è un gran deposito di figuline, la maggior parte scritte. Quando lo sappia, potrebbe mandarvi, come feci io, qualche ragazzo a frugare e vedrà quante ne avrà in poche volte. Visiti anche il luogo ove era, e forse dove è ancora, la fornace fuori di porta Casale. Quivi io ritrovai più di cento oggetti, specialmente lungo la sponda che è sopra il canale [...]".
- "[...] Se ancora vi si fanno mattoni, ogni giorno, come a tempo mio, nel muovere la terra per impastarla, deve trovarsi qualche cosa. Vegli anche sul luogo che è prossimo alle Cascine Binelle, sulla strada di Trino, perché di quivi uscivano molte cose [...]". Tanti saluti all'amico Caccianotti e mi abbia suo amico D. Luigi Bruzza B."

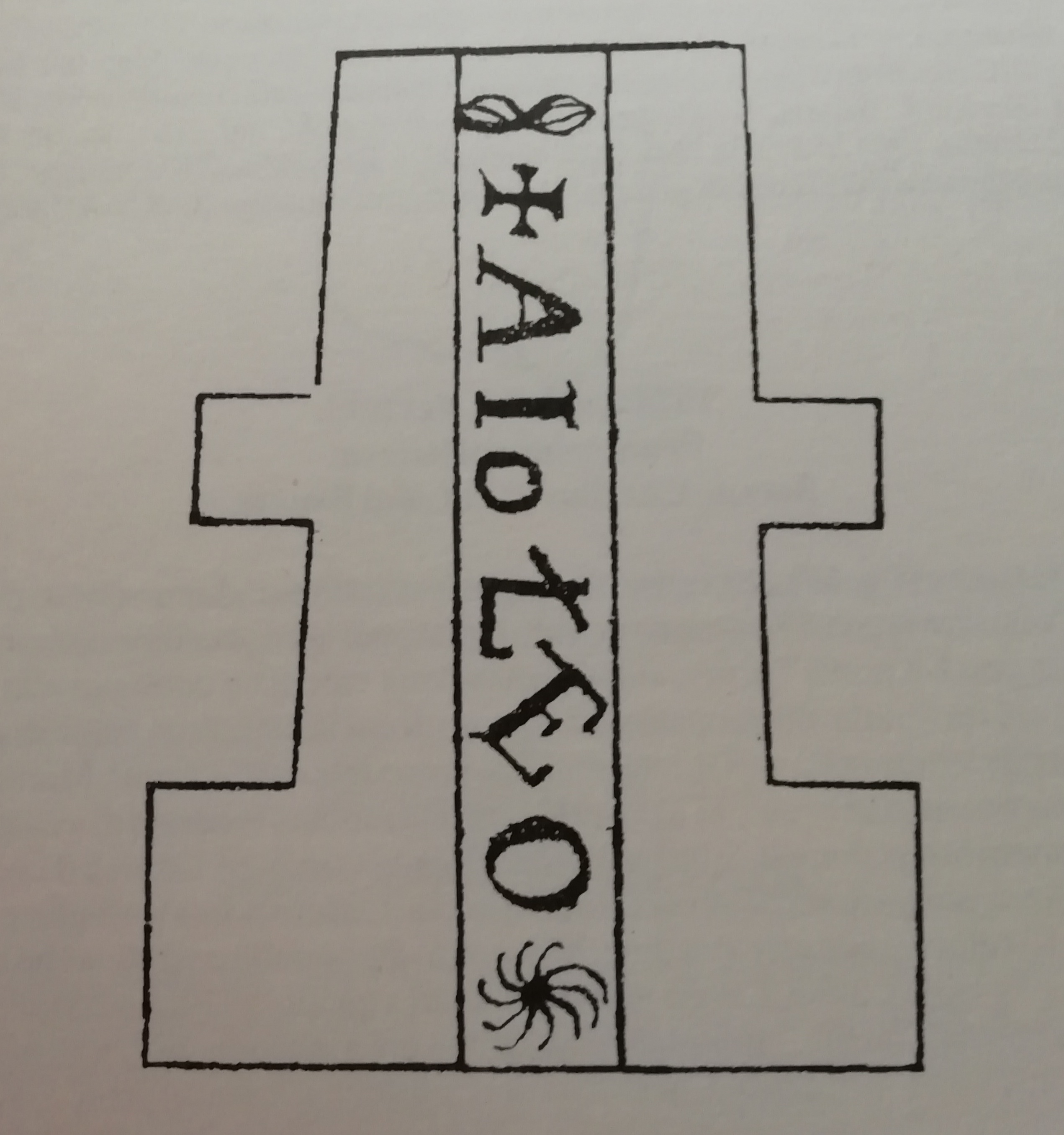
Laterizio rinvenuto durante gli scavi nei pressi della chiesa di S. Pietro a Palazzolo; esso figurò tra gli elementi di copertura delle tombe di un cimitero di epoca antica (non specificata). Allegato alla lettera di D. Giacinto Arditi a Luigi Bruzza, 18 giugno 1873.

#### Lettera del Bruzza a Camillo Leone, Roma, 28 novembre 1878[82]
- "Carissimo amico, sono proprio contento e pieno di giubilo vedendomi così bene servito da Lei. Ella ha fatto assai più di quello che domandava e bisognerebbe ch'Ella mi vedesse nel cuore per conoscere quanto le sia grato del favore che mi ha fatto, mandandomi i disegni e le notizie di ciascun pezzo di antichità. Io godo veramente di aver trovato in Lei un cooperatore ardentissimo per aiutarmi a fare onore a Vercelli [...]".
- "[...] Essendo io lontano e non potendo venire così, se non sono aiutato, come Ella fa, non posso far bene e tutto quello che dovrei fare. Ma veniamo al fatto nostro. Nell'anfora con HISP le due lettere ch'Ella vi ha letto «GF» mi danno in uno un filo di molta importanza [...]. Il collo di quest'anfora vorrei darlo inciso, perciò ne ho bisogno di una copia che sia esattissima. Il miglior modo è che prenda un pezzo di carta vegetale o trasparente, e collocandolo su tutto il collo, passi sopra il lapis su tutte le lettere e segni anche sui più piccoli apici, affinché ne venga un fan simile esattissimo, da servire a suo tempo per l'incisore [...]".
- "[...] I calchi dei numeri segnati sull'embrice sono venuti molto bene. In due di essi però dopo l'ultimo numero apparisce o sembra che vi sia una traccia di altro segno. esamini dunque di nuovo l'embrice, e vegga se non sia un segno accidentale. Se può cavarsene un nuovo calco, specialmente della fine dopo i numeri, mi raccomando che lo faccia [...]".
- "[...] Per evitarle una fatica non necessaria, essendo mio scopo di trattare solamente delle cose di Vercelli e del vercellese, sappia che non mi occorre di avere disegni e calchi altro che di questi luoghi [...]. Ma intanto i lavori che ho alle mani non sono pochi, e mi occupo di essi. Per ora non posso rispondere ad altre cose di cui mi parla nella sua lettera, perché mi manca il tempo, e la prego di salutarmi l'amico Caccianotti e creda suo aff.mo amico D. Luigi Bruzza B."

#### Lettera del Bruzza a Camillo Leone, Roma, dicembre 1878[83]
- "Caro Signor Camillo, lavori straordinari, che appena ho terminato ora, mi impedivano di annunziarle la ricevuta dei disegni e delle sue lettere; al qual dovere soddisfacio ora che è il primo momento in cui posso scriverle. Io sono proprio ammirato dal suo buon cuore e dalla sua amicizia [...]".
- "[...] Nessuno potrebbe fare di più di quello che Ella fa per me, e dirò anche per la sua patria. Grazie a Lei acquisto conoscenza degli oggetti antichi che va adunando, come se gli vedessi. Io glie ne ho obbligo talmente grande che non so esprimergliene la mia riconoscenza come Ella merita e come io vorrei. Ella coi suoi disegni e colle sue diligentissime descrizioni, mi fa capire bene ogni cosa; il che Ella capisce quanta importanza abbia per chi ha da descriverle con esattezza, come si deve [...]".
- "[...] Se mi capiterà qualche nuovo oggetto lo conserverò per Lei, in segno dell'obbligo che le ho per la premura con cui adempie ogni mio desiderio [...]. Saprà delle molte centinaia di oggetti che il Prof. Fabretti ricava pel museo di Torino dallo scavo del sepolcreto di Palazzolo. Finora non vi fu trovata alcuna iscrizione, ma a me, se non altro, giova per le lucerne scritte che vi furono trovate, e delle quali mi comunica tutte le impronte. È obbligato a far guardare lo scavo giorno e notte perché non vi mancano i ladri [...]".
- "[...] Godo della speranza che ha di ritrovare cose nuove di scavo nel vercellese. Io le auguro di cuore che sia fortunato, e che trovi cose importanti. Mi saluti il caro Caccianotti e creda suo amico aff.mo D. Luigi Bruzza B."

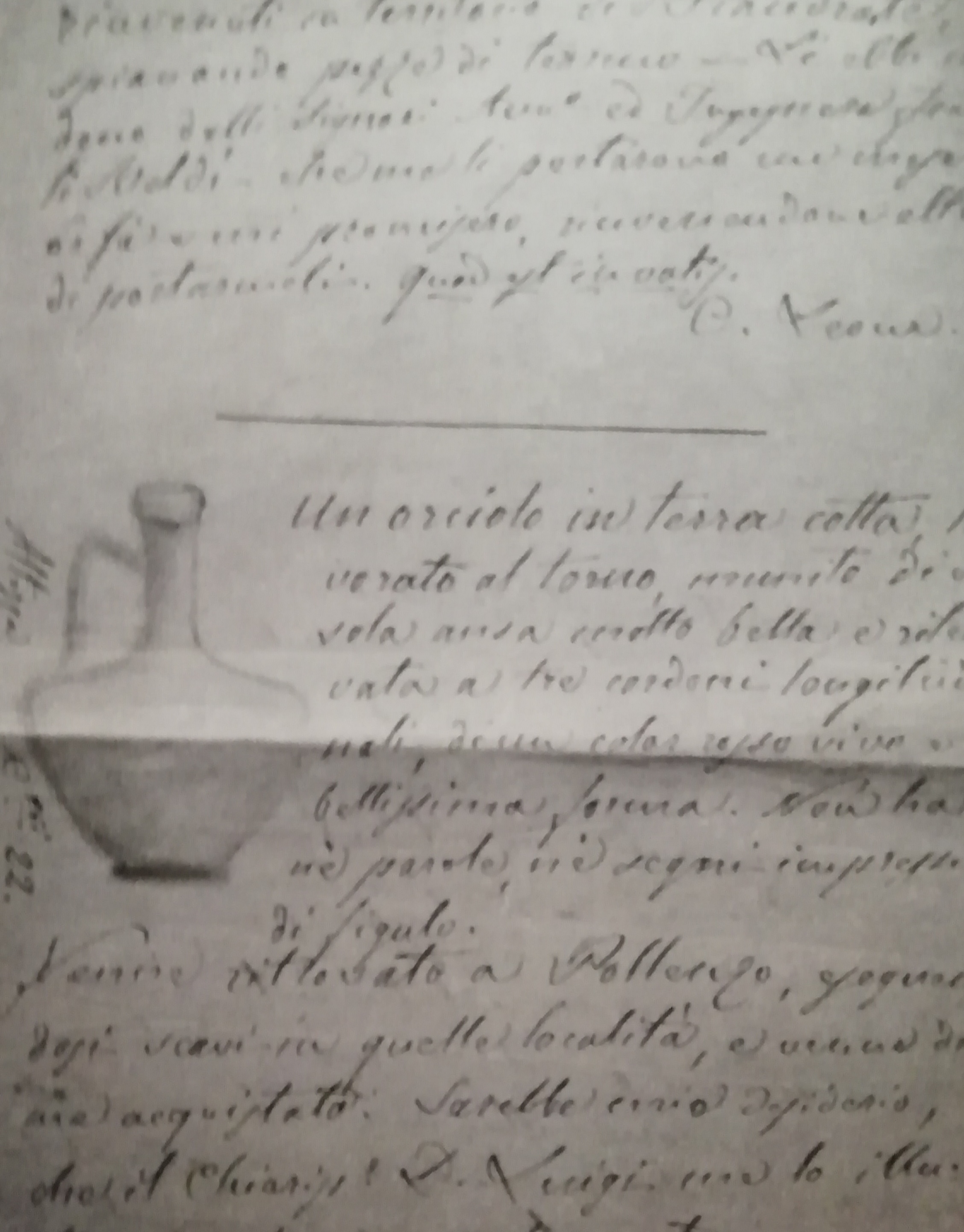
Disegno e lettera di Camillo Leone: olpe a trottola che leone sostiene essere stata trovata a Pollenzo

#### Lettera del Bruzza a Camillo Leone Roma, 5 febbraio 1879[84]
- "Mio caro Signor Camillo [...] mi ha fatto grandissimo piacere il tronco di piramide in terracotta, con due buchi e con la lettera X, ma dove fu trovato? Generalmente si trovano nei sepolcri [...]. Fa molto bene a mandarmi tre o quattro calchi delle figuline; questa molteplicità mi ha fatto leggere nomi che non avrei letti sopra uno o due calchi. Ma debbo avvisarlo che nel fare i calchi insista di più sulle estremità che non sono sempre ben marcate [...]".
- "[...] Del resto i suoi calchi riescono bene, e mi servono più di tutte le descrizioni, perché ho il monumento innanzi agli occhi. Io le raccomando di vigilare sugli scavi tutti che in occasione di fabbriche si fanno in città, come faceva io, perché fra le terre io trovai varie figuline, anse e fondi di vasi, che altrimenti sarebbero stati perduti. è una seccatura, ma bisogna prendersela, ed anche conviene fare amicizia con gli scavatori e istruirli mostrando loro qualche oggetto affinché imparino a conoscergli e a porvi attenzione [...]".
- "[...] Quando avrò finito il lavoro le restituirò tutti i disegni che mi ha mandati. Ma vedo che la cosa andrà in lungo [...]. Col ritorno del Sig. Ravelli le manderò tre lucerne, fra le quali una è cristiana, che così non ve ne ha alcuna [...]. Ella mi domandò già quali libri potrebbero esserle utili. Le dico che per Lei credo opportuno Il Dizionario di Antichità di Rich, perché è pieno di disegni. Vi è un altro Dizionario di Darembergh e Saglio [...]".

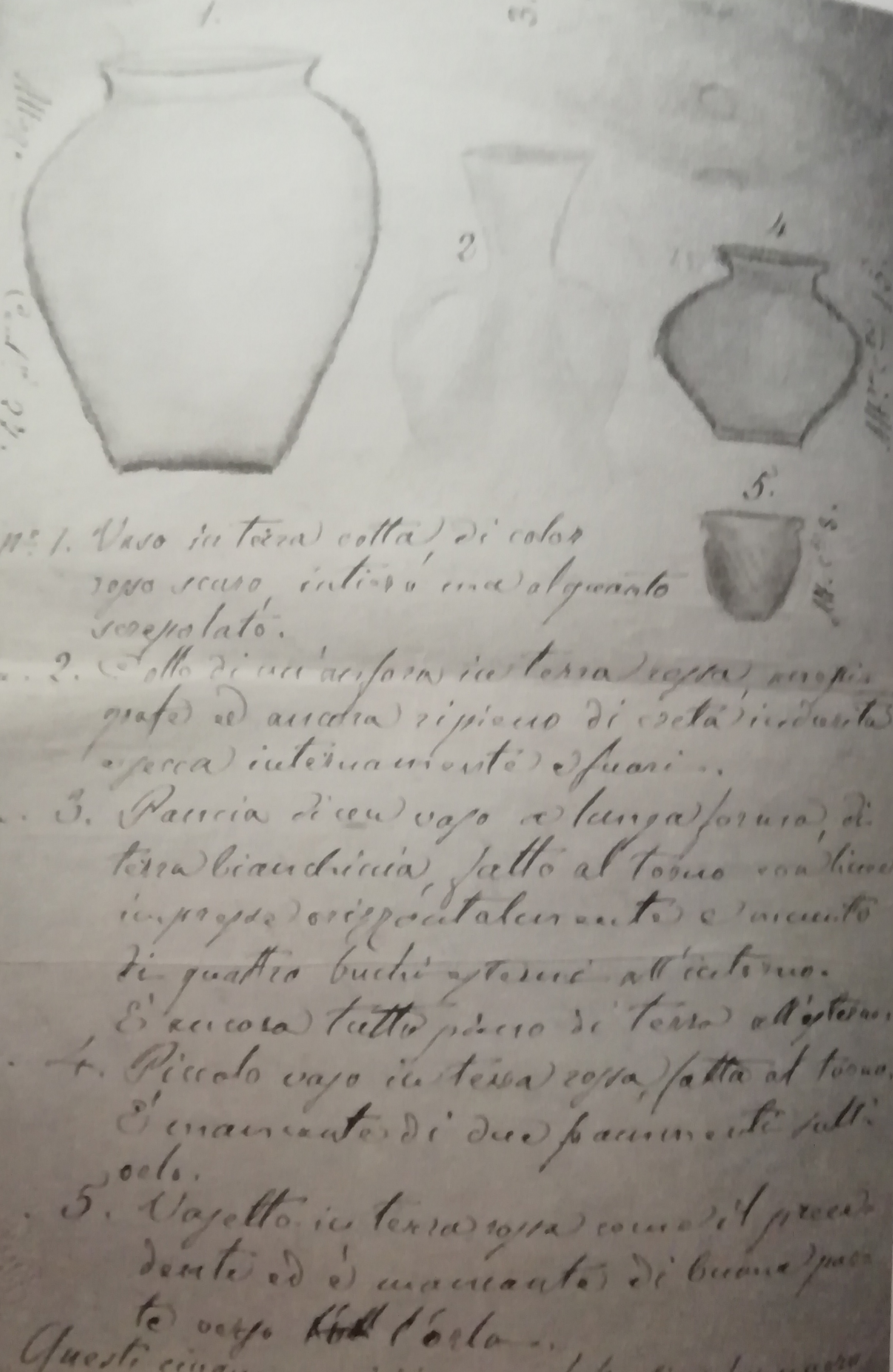
Disegni di Camillo Leone: forme ceramiche

#### Lettera del Bruzza a corrispondente non pervenuto, Roma, 27 settembre 1879[85]
- "[...] Ne stetti fuori un mese intero, del quale passai quindici giorni in Tivoli, studiando dalle sei alle sette ore al giorno negli spogli degli archivi. Poi andai a Subiaco, dove stetti sette giorni nella insegne Badia di Scolastica, lavorando notte e giorno sul famoso Regesto. Il governo ha avuto il buonsenso di dichiararla monumento nazionale, vi conserva otto monaci studiosi, i quali studiano ora alla pubblicazione dei Codici [...]".
- "[...] Montecassino è più ricco e grandioso ma S. Scolastica vi sono monumenti più importanti per la storia delle architetture e della pittura. È qui dove S. Benedetto fondò l'ordine Benedettino. Le grotte abitate dal Santo convertite in chiese sono cosa di cui non si può fare un'idea se non si vedono. La devozione che vi ispira fa impressione nell'animo di tutti [...]".
- "[...] Gli ultimi sette giorni li passai stando quattro e cinque ore a cavallo ogni giorno per esporre i villaggi anche sulle cime di monti altissimi. Dovunque trovai iscrizioni antiche da calcare. Io mi meraviglia di me stesso di essere divenuto cavallerizzo. E questo moto mi fece un gran bene ed ora mi trovo aver fatto una buona provvista di salute.È questa la medicina che mi conveniva ed ascrivo a un riguardo speciale alla Provvidenza che mi procurò l'occasione di potermene prevalere. Feci anche uno scavo dove trovai monete greche, figuline figurate, ed aes rude [...]".

#### Lettera del Bruzza a Camillo Leone, Roma, 8 marzo 1880[86]
- "Caro amico [...] la ringrazio delle belle notizie circa l'esito felicissimo della sottoscrizione al monumento del Caccianotti. Della intenzione che Ella e Tea hanno di onorarlo in altro modo, non ne ho parlato con nessuno, ed anzi è cosa ben curiosa che il Guala non mi parò affatto del nostro caro amico defunto. Penso spesso al suo museo e godo che fra poco sarà tutto collocato al suo posto dove cittadini e forestieri potranno ammirarlo [...]".
- "[...] Così Vercelli avrà un nuovo ed importante ornamento. Anch'io sarei desideroso di vederlo, ma siamo troppo lontani. Tuttavia chi sa? Sono i monti che non s'incontrano. Tengo però per certo che gli acquisti che va facendo, mi fornirono nuovi documenti per supplemento, che già numera 75 cose nuove, ma al quale non potrò metter mano prima di un anno. Mi abbia sempre per suo amico aff.mo D. Luigi Bruzza B."

### Le orazioni vercellesi
- Dell'utilità delle lettere - Vercelli, 28 novembre 1839.
- De solidiori doctrina cum litteris congiungendo, Vercelli, 1840.
- Delle lodi della città di Vercelli - Vercelli, 1841.
- Emanuele Filiberto di Savoia autore e rinnovatore degli studi e delle arti e delle industrie - Vercelli, 1842.
- Panegirico della B. Emilia Bicchieri, 1843, inedito (conservato presso l'Archivio Generale dei Barnabiti a Roma).
- Sugli storici inediti vercellesi - Vercelli, 1844.
- Panegirico di S. Guglielmo il vercellese, 1845, inedito (conservato presso l'Archivio Generale dei Barnabiti a Roma).
- Sopra Vibio Crispo - Vercelli, 1846.
- De utilitate quae ab antiquitatis studio ad omnes sacrarum rerum rationem accedit - Vercelli, 1846.
- De Historiae patriae studii utilitate - Vercelli, 1848.
- Sola vera letteratura è quella che si fonda sul vero e s'informa dello spirito e dell'indole nazionale - Vercelli, 1849.
- Storia patria della festa di S. Eusebio dal 1379 al 1400, in "Vessillo Vercellese", n. 29 e 30 Vercelli, 1853[87].
- Elogio del vescovo Eusebio, Vercelli, 1858[88].

### Altre pubblicazioni
- Storia patria della festa di S. Eusebio - Vercelli, 1853.
- Poche osservazioni sopra una fibula cristiana di bronzo - Napoli, 1856.
- Illustrazione di alcune lapidi antiche di Ivrea (in "Bull. dell'istoria. Corr Arch.") - Roma, 1860.
- Notizie intorno alla patria e ai primi studi del pittore Giovanni Antonio Bazzi detto il Sodoma... (in "Miscellanea di Storia Italiana", vol.I) - Torino, 1861[89].
- Bassorilievo con epigrafe greca proveniente da Filippopoli illustrato da L. Bruzza - Roma, 1861.
- Iscrizione di marmi grezzi (in "Annali dell'Ist. Corr. Arch.") - Roma, 1870.
- Sopra vari oggetti ritrovati sul Testaccio e nell'Emporio (in "Bull. Corr. Arch.") - Roma, 1872.
- Intorno ad un campanello d'oro trovato sull'Esquilino ed all'uso del suono per respingere il fascino (in "Annali dell'isteria. Corr. Arch.") - Roma, 1875.
- Notizie sul mosaicista G. B. Calanda (in "Miscellanea di Storia Italiana", vol.XV) - Torino, 1875.
- Sopra i segni incisi nei massi delle mura antichissime di Roma - Roma, 1876.
- Nuovi campanelli inscritti (in "Bull. della Comm. Arch. comunale di Roma") - Roma, 1877.
- Tavole lusorie del Castro Pretorio (in "Bull. della Comm. Arch. comunale di Roma") - Roma, 1877.
- Sopra alcuni graffiti di vasi arcaici - Roma, 1878.
- Fistula plumbea acquaria di Porto - Roma, 1878.
- Del significato della parola "PLUMA" di una iscrizione pompeiana (in "Scavi di Pompei") - Napoli, 1879.
- Regesto della chiesa di Tivoli (in "Studi e documenti di storia del diritto") - Roma, 1880-1881.
- Frammento di un disco di vetro che rappresenta i Vicennali di Diocleziano - Roma, 1882.
- Sopra alcuni oggetti ritrovati in un sepolcro della via Prenestina - Roma, 1882.
- Iscrizione in onore di Gallia Bassia (in "Bull. della Comm. Arch. comunale di Roma") - Roma, 1883.
- Sui Marmi Lunensi (in "Dissertazioni della Pontificia Accademia Romana di Archeologia") - Roma, 1884 (pubblicazione postuma).
- Descrizione sugli scavi fatti nell'Emporio romano - Roma, 1936 (pubblicazione postuma)[90].

## Bruzza, un precursore dell'archeologia moderna

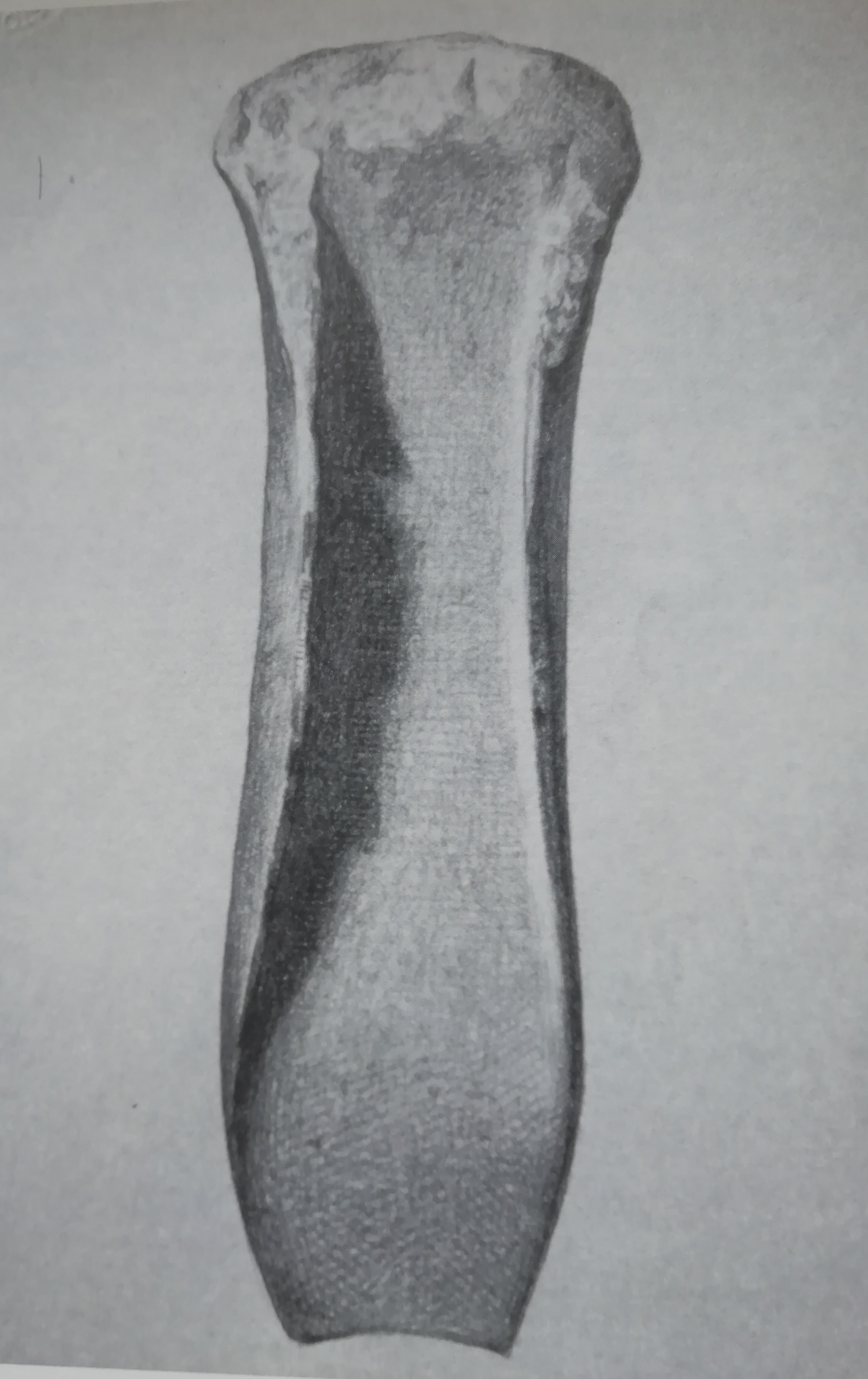
Disegno di ascia preistorica probabilmente del Crescioli (Archivio Museo Leone)

Luigi Bruzza è considerato a tutti gli effetti uno dei precursori della moderna archeologia, non solo un illustre epigrafista. Egli ha dato per primo grande importanza allo studio dei corpora, cioè ai materiali non esclusivamente preziosi quali le anse, i colli, i piedi di svariate forme ceramiche, che favoriscono la classificazione tipologica dei reperti. Grazie a queste ricerche è stato possibile rintracciare importanti botteghe e quindi ricostruire antiche rotte commerciali, incrementando così le conoscenze socioeconomiche del passato. Inoltre, grazie alle testimonianze epistolari, sappiamo che il barnabita fosse solito sorvegliare gli scavi archeologici per controllare che gli operai, privi di conoscere archeologiche, gettassero al macero oggetti o frammenti d'uso quotidiano. In una delle sue lettere egli sollecita il suo corrispondente non solo a fare amicizia con gli sterratori, ma soprattutto ad istruirli adeguatamente affinché riuscissero a riconoscere quelle evidenze archeologiche necessariamente da salvare. Per mezzo dell'epistolario bruzziano conservatosi fino ai giorni nostri, è lecito mettere in evidenza un altro aspetto appartenente allo studioso genovese, e cioè quello di far richiesta di calchi, schizzi, disegni, descrizioni minuziose dell'oggetto e del contesto di rinvenimento nelle lettere che mandava, ormai distante da Vercelli, agli amici e colleghi. In questo modo egli poteva stare ugualmente aggiornato sugli scavi condotti, entrando in possesso di disegni che gli permettessero di studiare i reperti da lontano. Un metodo questo estremamente moderno, che mette in luce la ferrea volontà del Bruzza di portare avanti le proprie ricerche in ogni modo.

## Bruzza oggi: tra visione accademica e divulgativa

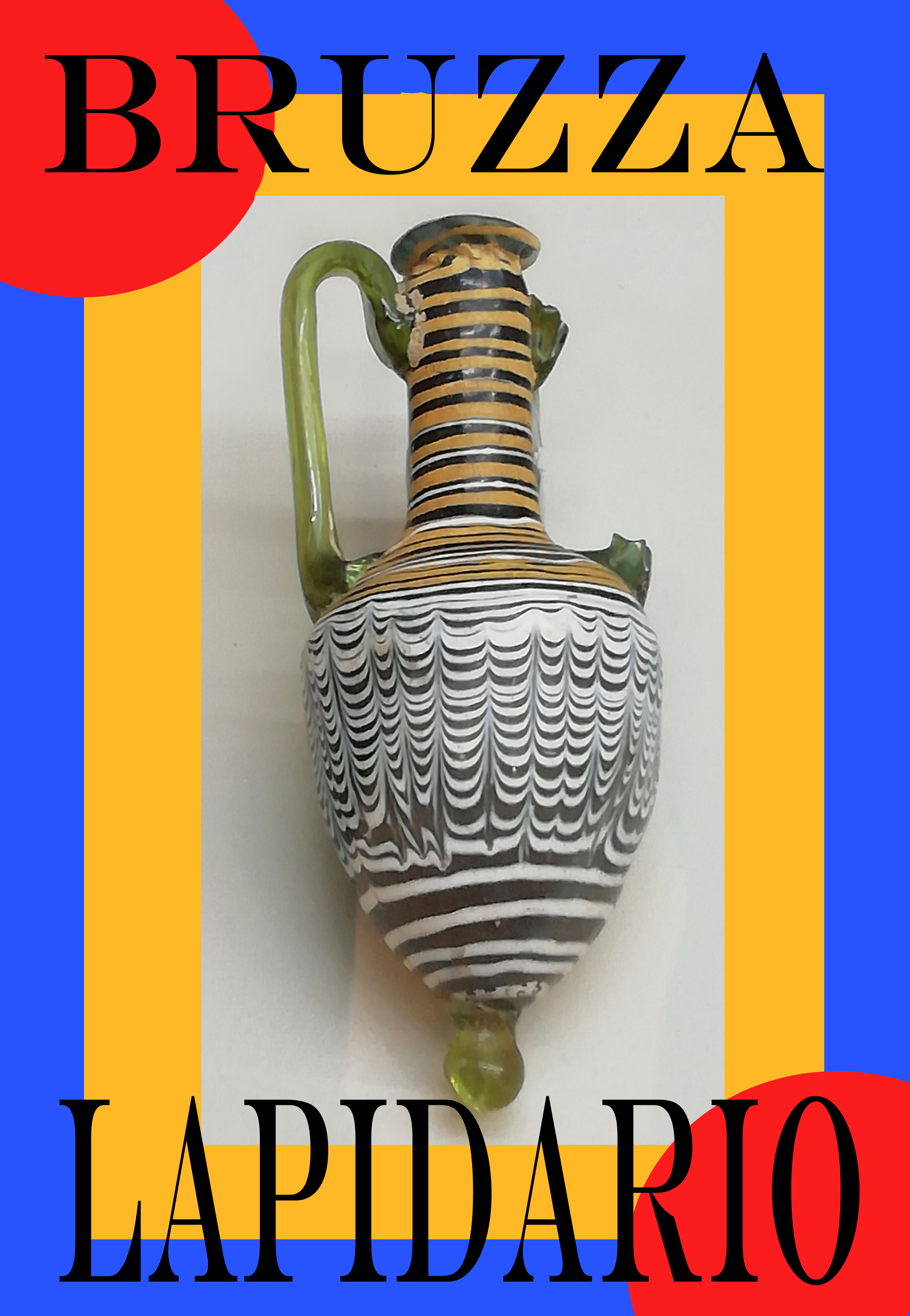
Grafica della rubrica su Facebook "Bruzza Lapidario", realizzata dalla volontaria del Servizio Civile (MAC) del 2020

Su Luigi Bruzza sono stati scritti diversi saggi e monografie; negli anni Ottanta del Novecento venne realizzata una mostra per commemorarlo; per il centenario della morte è stato organizzato un convengo che ha permesso a studiosi provenienti da aree geografiche differenti e di formazioni diverse di confrontarsi e fare maggiormente luce su questa figura così importante per l'epigrafia e l'archeologia europea. Frutto di questo convegno sono stati gli Atti pubblicati nel 1987, che riassumono gli aspetti più salienti e meno conosciuti del Bruzza. Le opere sul barnabita si sono interrotte all'anno 1994, momento in cui non si possiedono ulteriori aggiornamenti e studi; un interessante tentativo di divulgazione di questa figura oggi conosciuta solo da pochi cultori, è stata la rubrica pubblicata su Facebook con cadenza quindicinale intitolata "Bruzza Lapidario", ideata da una volontaria del Servizio Civile 2020 attiva presso il MAC. L'obiettivo di questa rubrica dal forte carattere divulgativo è stato quello di rendere accessibile dati piuttosto tecnici, e quindi apprezzabili solitamente dai soli addetti ai lavori, ad un vasto pubblico sfruttando le piattaforme social.
Anche Bruzza, a suo modo, è stato un divulgatore: ciò emerge soprattutto nelle sue orazioni, tenute non solo per l'apertura degli anni accademici ma anche per far conoscere al grande pubblico la propria storia. Egli infatti era convinto che, rendendo consapevoli del proprio passato gli uomini e le donne, si potessero preservare e quindi valorizzare le testimonianze materiali (e immateriali) dell'antichità. Tutto ciò però doveva avvenire sfatando vecchi miti, adottando cioè un metodo scientifico nella ricostruzione di ciò che è stato. Così scrisse il barnabita: "è anzi negligenza che modestia il tener chiuso ciò che dee porsi in vista, e si fa reo dinanzi alla patria chi potendo non ne palesa tutti i meriti".

## Bruzza insegnante
Luigi Bruzza fu innanzitutto un insegnante e, dalla sua esperienza pluridecennale, maturò una concezione dell'insegnamento estremamente moderna, messa meritatamente in evidenza dal religioso tronzanese, nonché studioso di storia e arte vercellese, Mario Capellino. In vista del Convegno, Capellino lesse e trascrisse parte del lungo manoscritto didattico redatto dal Bruzza, all'epoca ancora inedito, conservato presso la Curia Generalizia dei barnabiti a Roma.
La visione del barnabita a tal proposito può essere così riassunta dal Capellino:
- "[...] P. Bruzza comincia affermando l'unitarietà dell'educazione rivolta allo sviluppo della personalità dell'allievo. Però ribadisce le relazioni che devono sussistere tra le scuole primarie, le secondarie e le universitarie. Enuclea in cinque punti le norme di apprendimento dello studente:

1. Egli deve avere una sufficiente cultura letteraria e scientifica.
2. Deve esser capace di tener dietro alla lezione del Professor di un'ora.
3. Deve saper studiare da sé.
4. Deve saper far valere le sue cognizioni con l'espressione orale e scritta.
5. Deve potersi regolare nella condotta anche da sé [...] (p. 5)".

- "[Egli afferma che debba essere richiesta] una coltura letteraria perché è disdicevole che chi deve rappresentare la scienza sia poi incapace di esporre convenientemente i propri pensieri, o ignori le regole più generali dell'arte in ogni genere di componimenti, e la storia almeno delle due letterature. [Inoltre] si richieda la scientifica, perché oltre di rafforzare essa gli studi classici, rischiara oziando la mente dei giovani sulle loro particolari attitudini, e fa sì che ragionevolmente e non a caso entrino nello studio di questa o quella scienza (pp. 5-6) [...]".
- "[Secondo il Bruzza] l'alunno deve raggiungere un'attenzione non solo episodica o su argomenti che lo interessino momentaneamente, ma continuata almeno per un'ora di lezione, dimostrando così di poter seguire una catena di idee e di ragionamenti in modo sistematico (p.6). La lezione è utile ma non esaurisce l'argomento (2° punto). La lezione sintetizza un tema, ne sottolinea i tratti salienti. Ma solo la lettura diretta del trattato di base e dei libri consigliati possono far assimilare la tematica. Questo significa acquisire un proprio metodo di studio (3° punto) [...]".
- "[Il barnabita pensava che] non bastasse possedere la materia per progredire nella scienza. Occorre imparare a comunicare quanto si è appreso, esercitandosi nell'esposizione, sia orale che scritta. Ciò non solo in ordine al superamento di un esame, ma per una vera e propria maturazione culturale (4° punto). La disciplina è sempre la base dell'insegnamento (p. 7). Progredendo negli anni e nel corso di studi, si va però verso un'autodisciplina del soggetto che diventa adulto (5° punto). Nelle prime classi il professore deve saper tenere desta l'attenzione degli studenti fin dal principio [...]".
- "[Bruzza riteneva che fosse] importante, fin dalle elementari, «l'esercizio di stendere correttamente un racconto[98]». Il professore del primo latino «proceda per via di confronti fra la lingua che parlano, e la nuova alla quale si avviano[98]». (p.12) [...]. In principio il professore faccia scrivere il riassunto della lezione, per fissarlo bene in mente. Poi interroghi per 15 o 20 minuti sulla lezione precedente. Prima faccia la domanda, poi dica chi deve rispondere. In tal modo tutti saranno attenti per la possibilità di essere interrogati. Segue la spiegazione "con voce alta e chiara" di ciò che è stato intensivamente scritto all'inizio dell'ora (pp. 15–16) [...]".
- "[...] P. Bruzza ribadisce ancora l'importanza dei collegamenti interdisciplinari tra i vari insegnanti. Il professore di matematica curi il nesso essenziale delle conoscenze ed il rapporto della sua materia con le scienze e la filosofia (p. 17). Il professore di greco sottolinei l'importanza della lingua greca per la terminologia delle scienze e della tecnologia. Anche lo studio di classici come Plinio il Vecchio, Columella o Varrone mostra il fruttuoso connubio di nozioni scientifiche con l'arte di esporre tali conoscenze in corretta lingua latina (p. 18). Anche la retorica e la filosofia sono collegate (p. 19) [...]".
- "[Per Bruzza] il principale anello che congiunge insieme l'istruzione primaria, secondaria e universitaria è la lingua: prima l'italiano, poi il latino. I professori di ogni corso devono usare un insegnamento «simultaneo, progressivo, armonico[98]» (p. 22). Ci sono i precetti grammaticali dell'ortografia, ortoepia, etimologia, sintassi semplice e figurata, prosodia. Con gli esercizi si incomincia a conoscere i classici, offrendo quelle notizie indispensabili per la retorica (p. 23). Nel primo anno si insiste sulla mitologia, nel secondo sull'archeologia, nel terzo sulle ragioni storiche e morali in vista del futuro studio della retorica (p. 27) [...]".
- "[Secondo il Nostro] la familiarità con i classici farà scoprire la proprietà di ogni lingua e l'inadeguatezza di una traduzione letteraria pedissequa (pp. 30–31). Per la seconda classe di retorica gli alunni dovranno saper comporre in latino (p. 33). Per questo nell'anno di raccordo de due cicli dovranno essere stati abituati a rispondere con frasi d'autore e dovranno aver ricevuto le indispensabili conoscenze storiche e letterarie per comprendere gli autori citati (p. 34) [...]".
- "[...] Come si vede, questa è una raccolta di osservazioni tratte dalla pedagogia del tempo, ma più ancora dalla sua esperienza diretta del Bruzza in qualità di insegnante. Non si limita all'aspetto tecnico della disciplina, ma lo inquadra in un contesto culturale più ampio. Ha presente la varietà dei tipi di cultura e tutto è finalizzato all'educazione umana del giovane. Il suo orientamento non è prevalentemente confessionale teologico, ma positivo e storico-culturale. Traspare chiaramente la concezione dell'insegnamento come una missione educativa globale, ma l'ispirazione religiosa di fondo è filtrata dal rispetto per le leggi autonome della mediazione culturale e scientifica di ogni disciplina scolastica [....]".

## Premi e onorificenze
- Medaglia d'oro, intitolazione del Lapidario e cittadinanza onoraria da parte del Municipio vercellese nel 1875, a seguito della pubblicazione delle "Iscrizioni Antiche Vercellesi".

## Galleria d'immagini

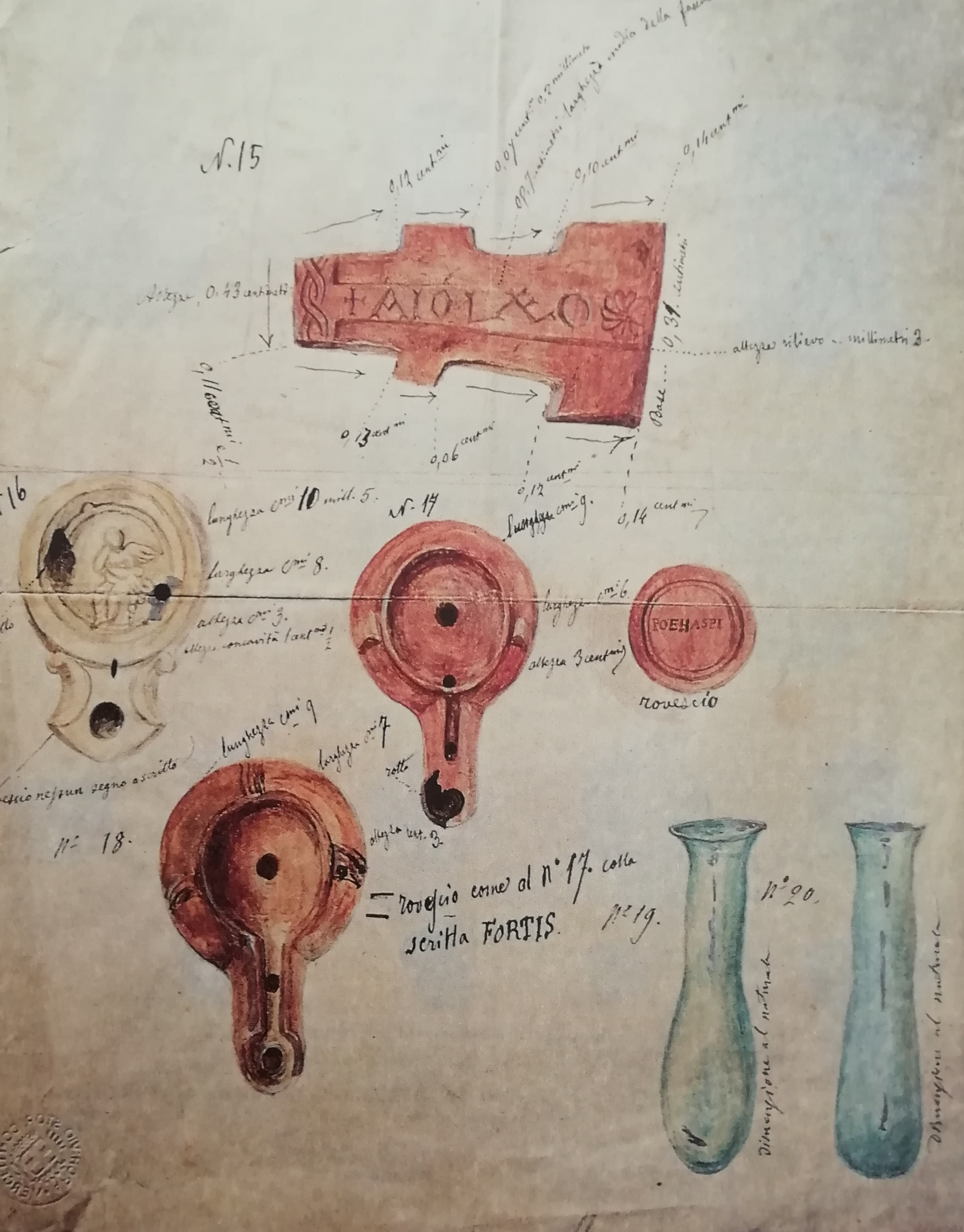
Disegni contenuti in una lettera del Marocchino indirizzata al Bruzza (16 novembre 1878)
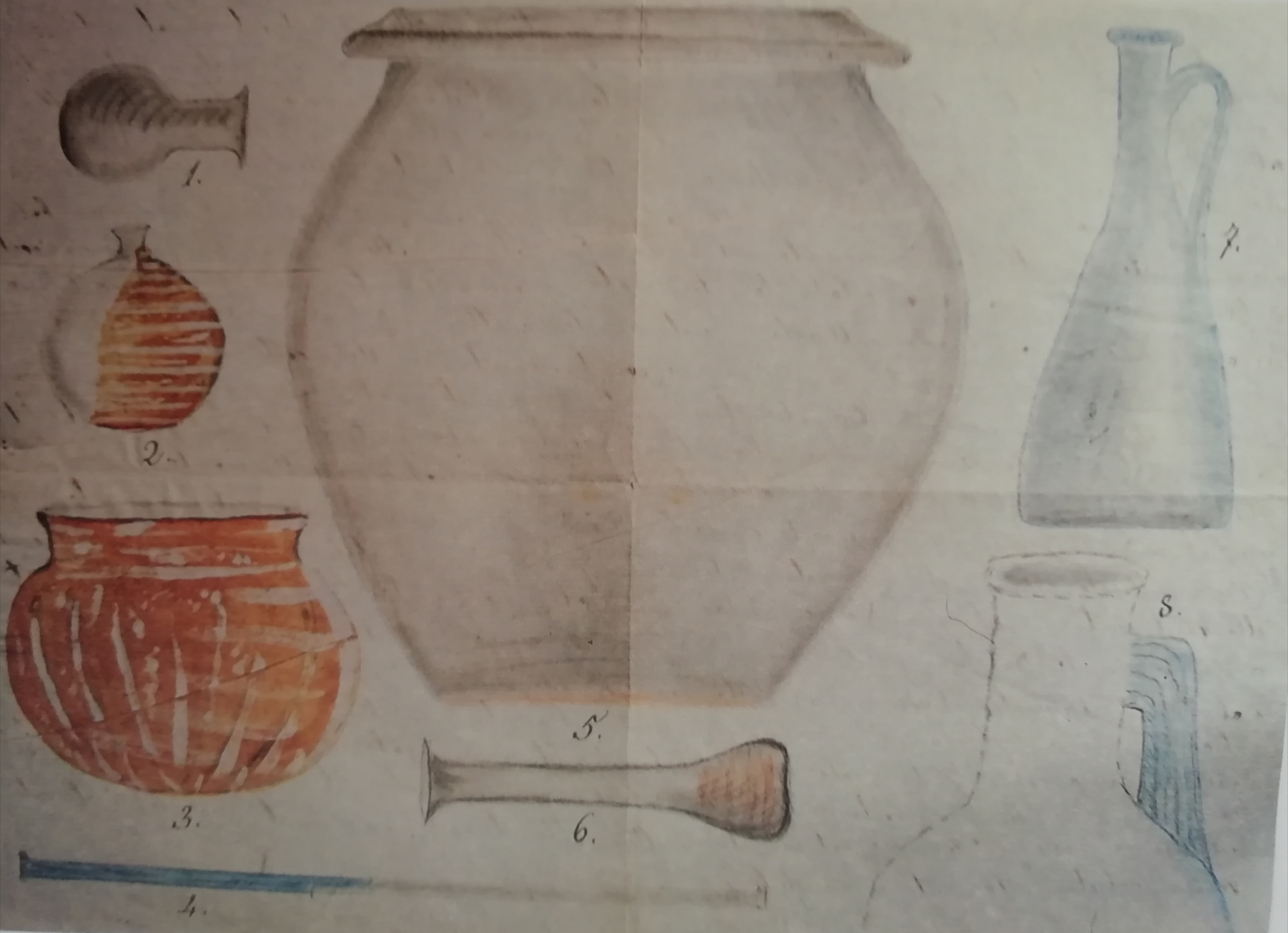
Disegno di una lettera di Camillo Leone: urna cineraria, balsami, ciotola
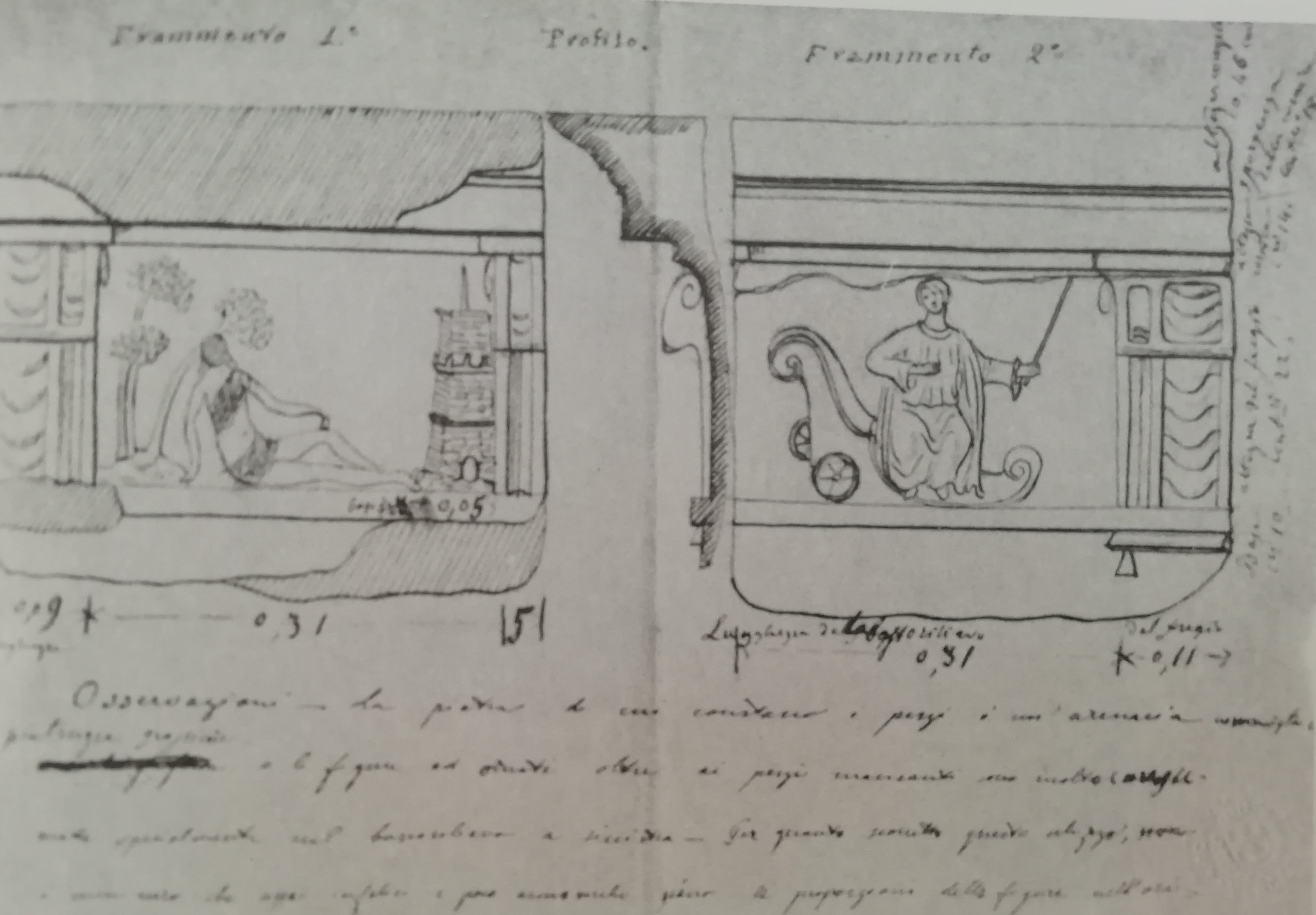
Schizzo di un bassorilievo del Marocchino (16 novembre 1878)
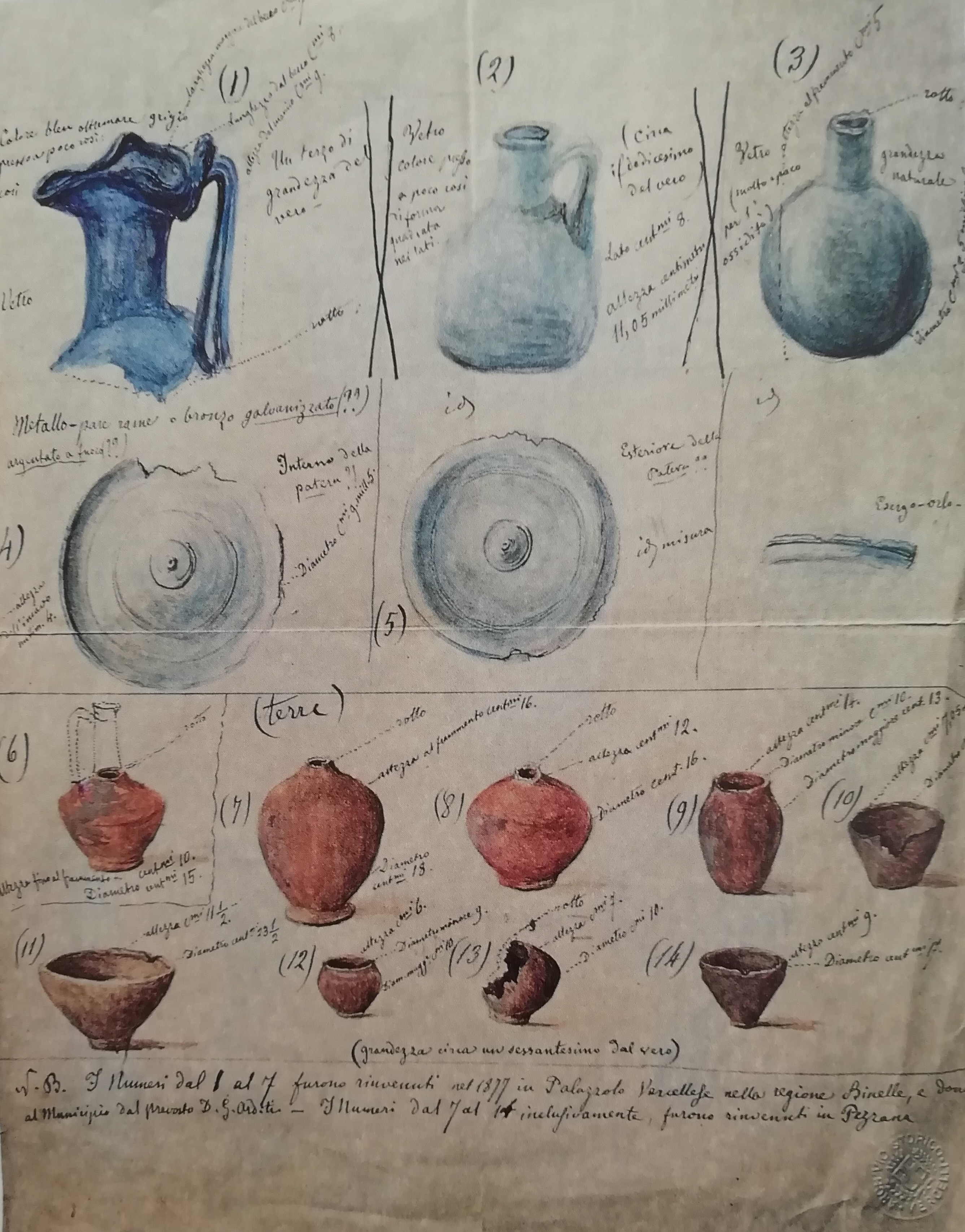
Disegni di una lettera del Marocchino indirizzati al Bruzza (16 novembre 1878)
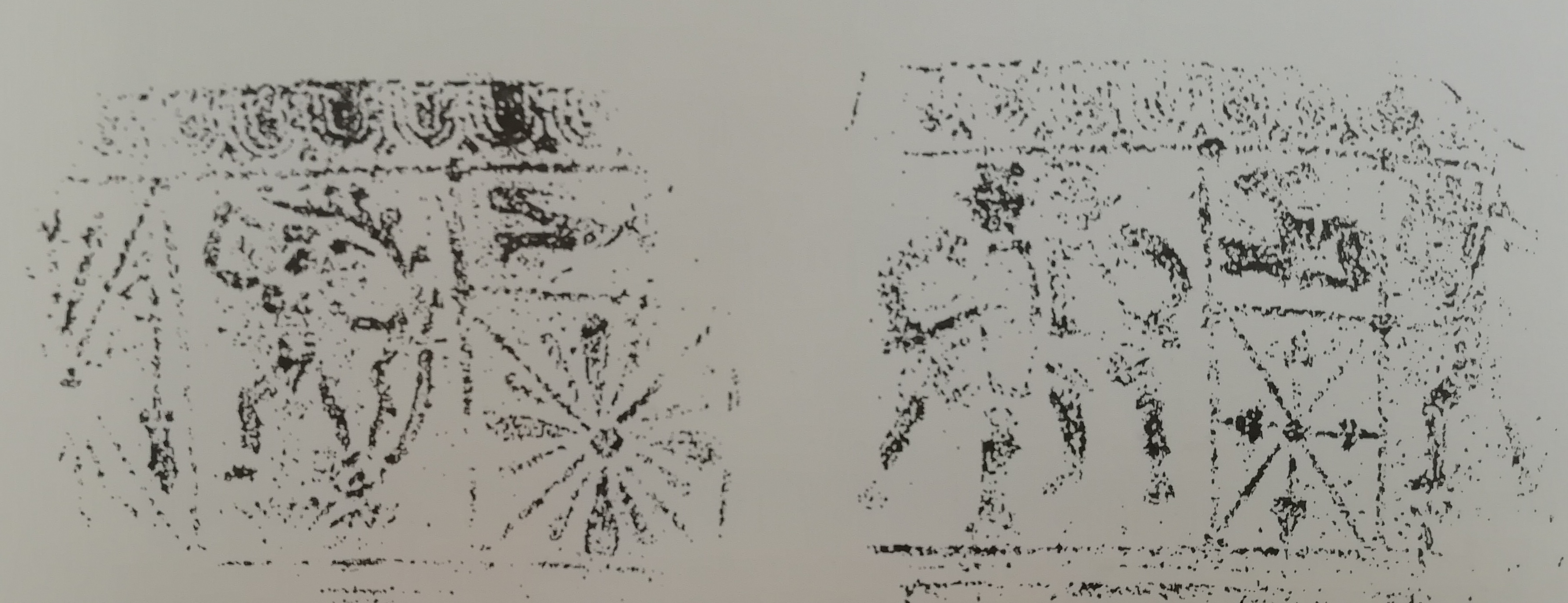
Calco su velina di coppa sud gallica
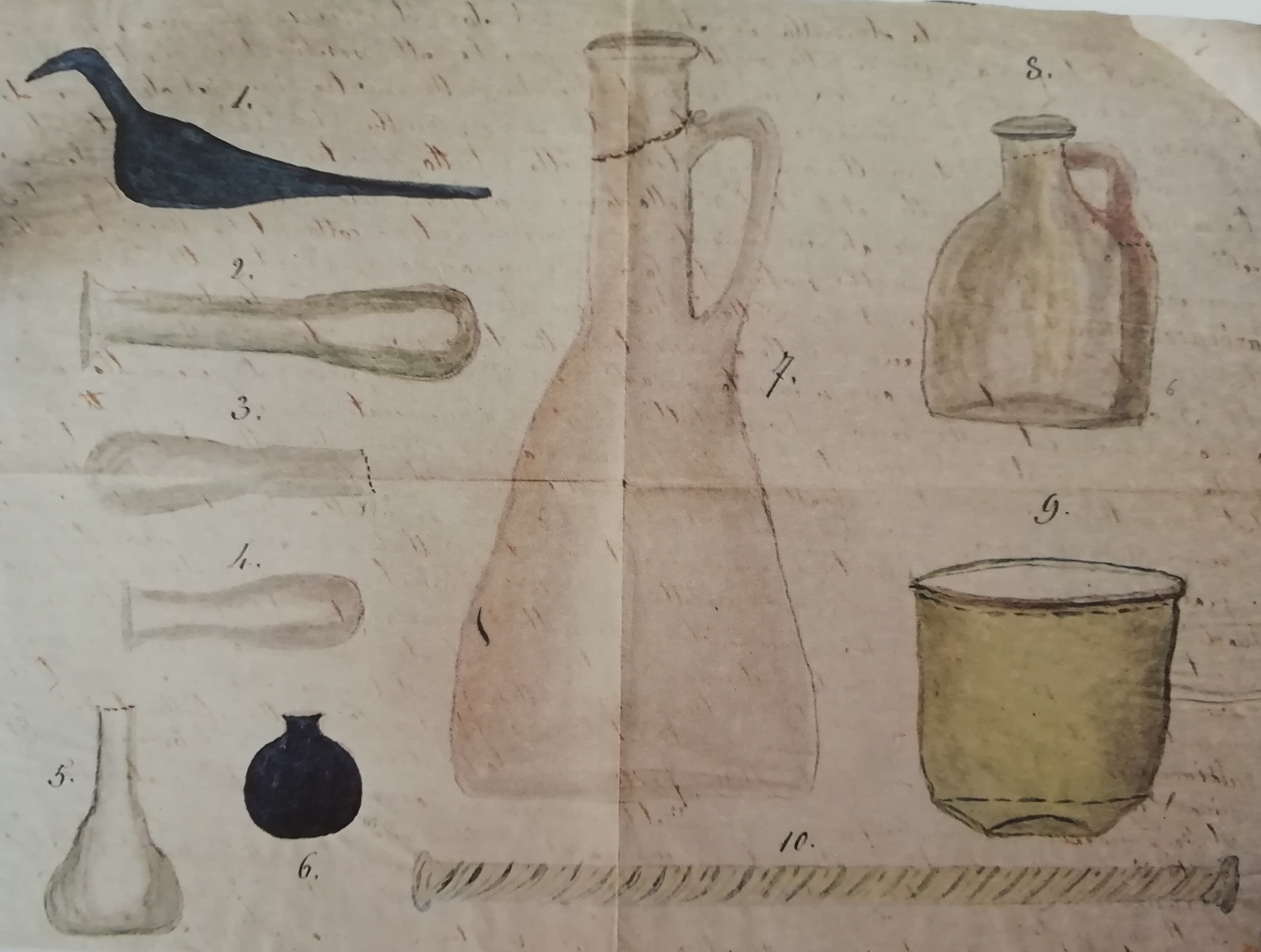
Disegno di Camillo Leone, elementi vitrei vari
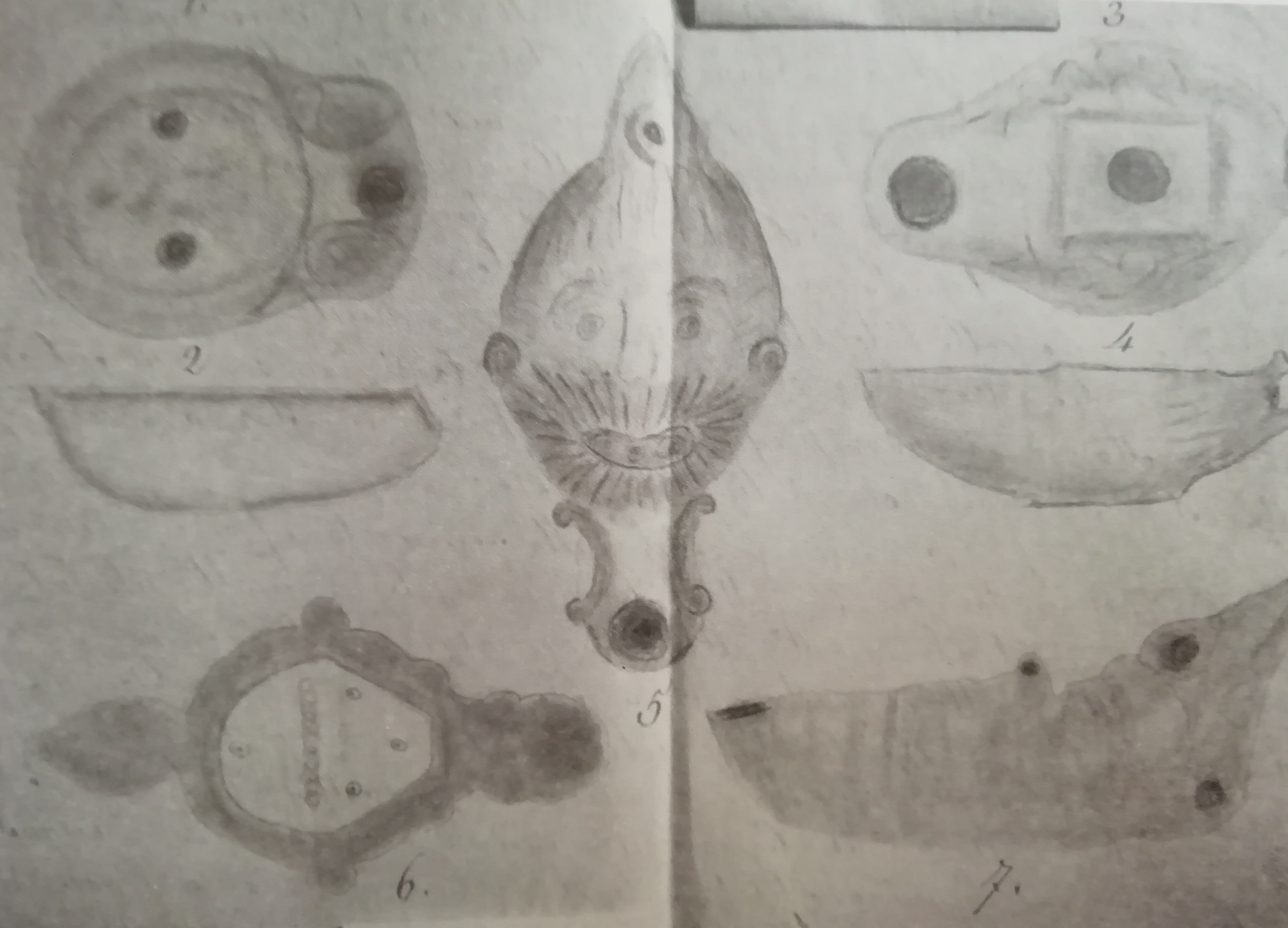
Disegno di Camillo Leone, lucerne
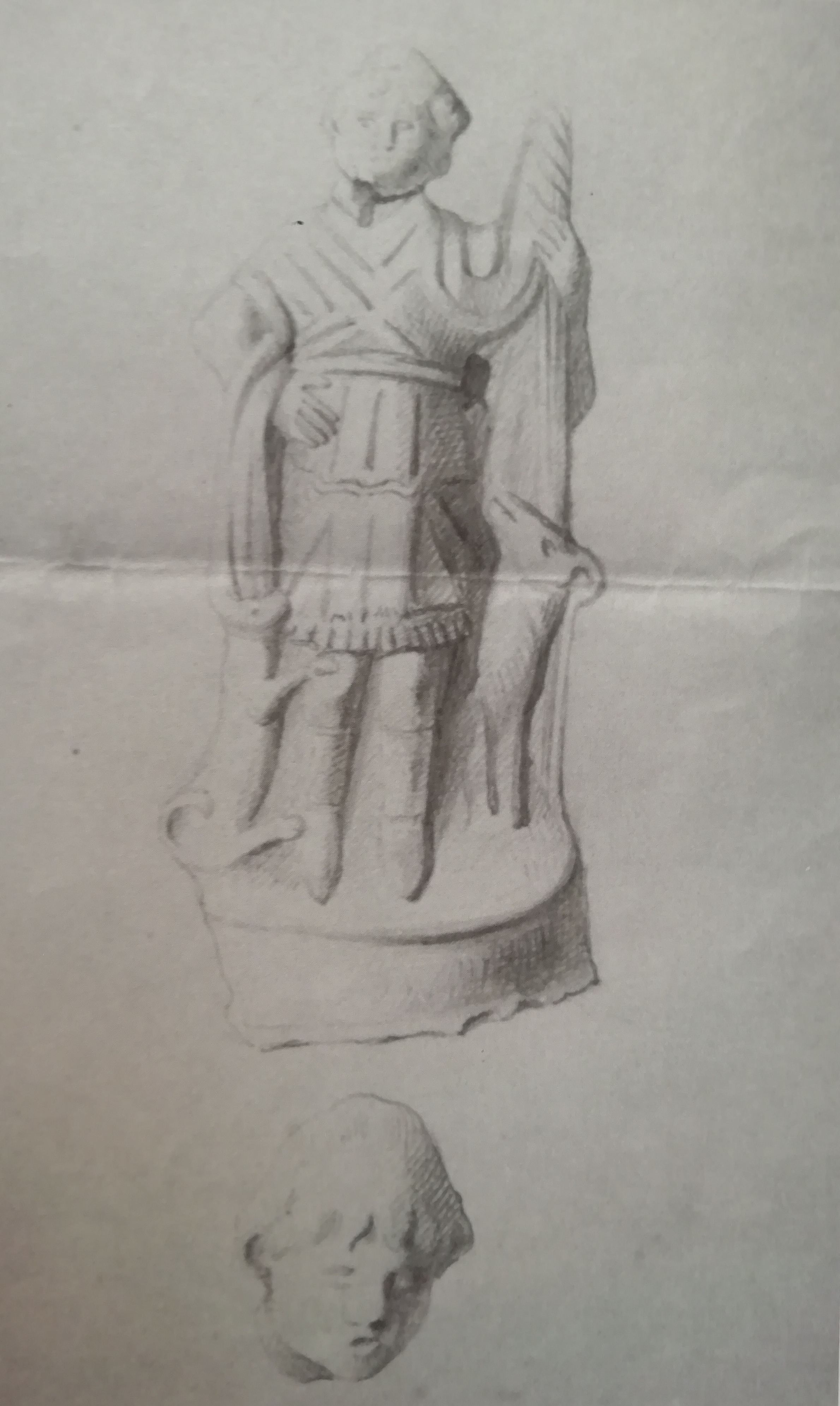
Disegno del professor Crescioli, statuina fittile interpretata come Marte
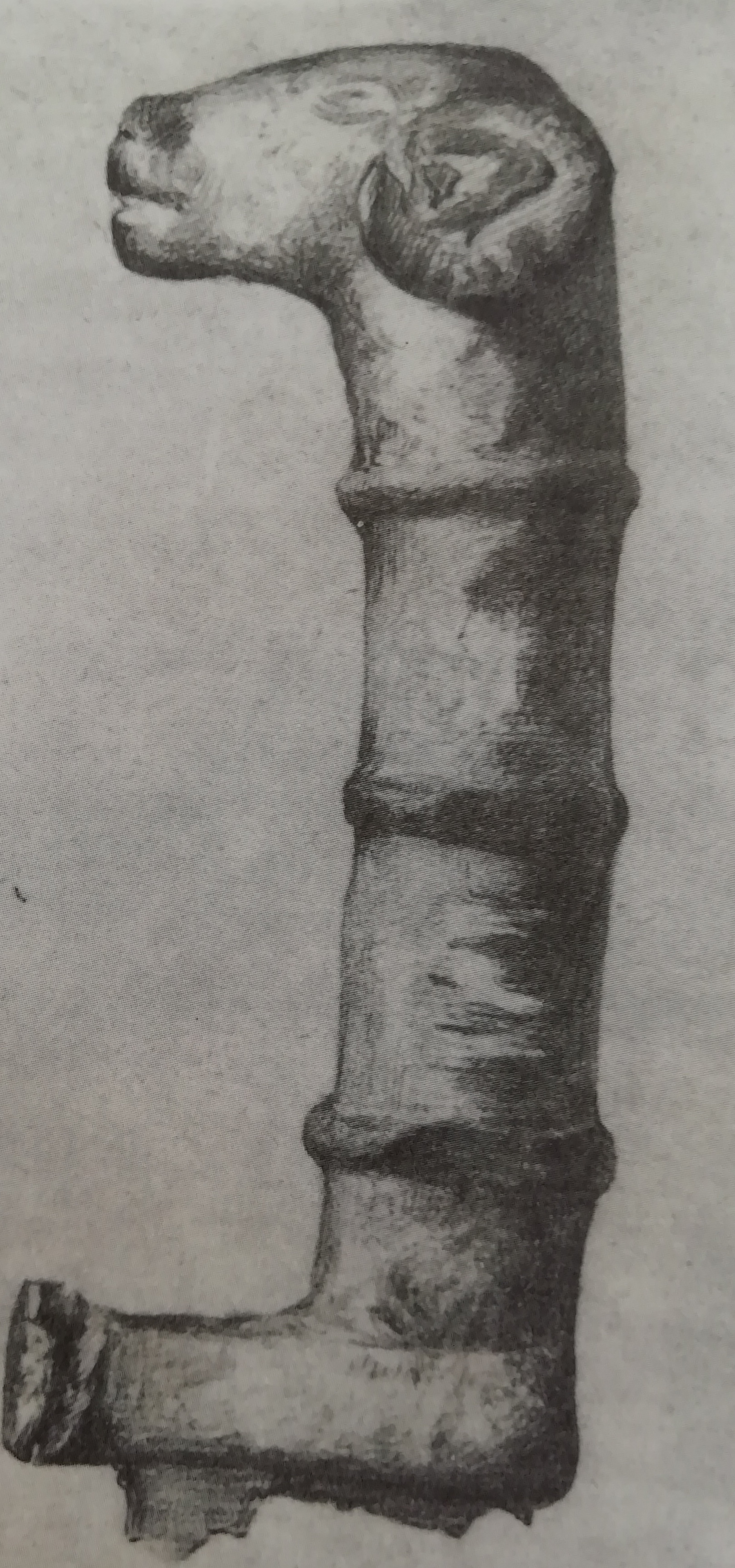
Disegno del professor Crescioli, impugnatura a protome di ariete (Archivio Museo Leone)
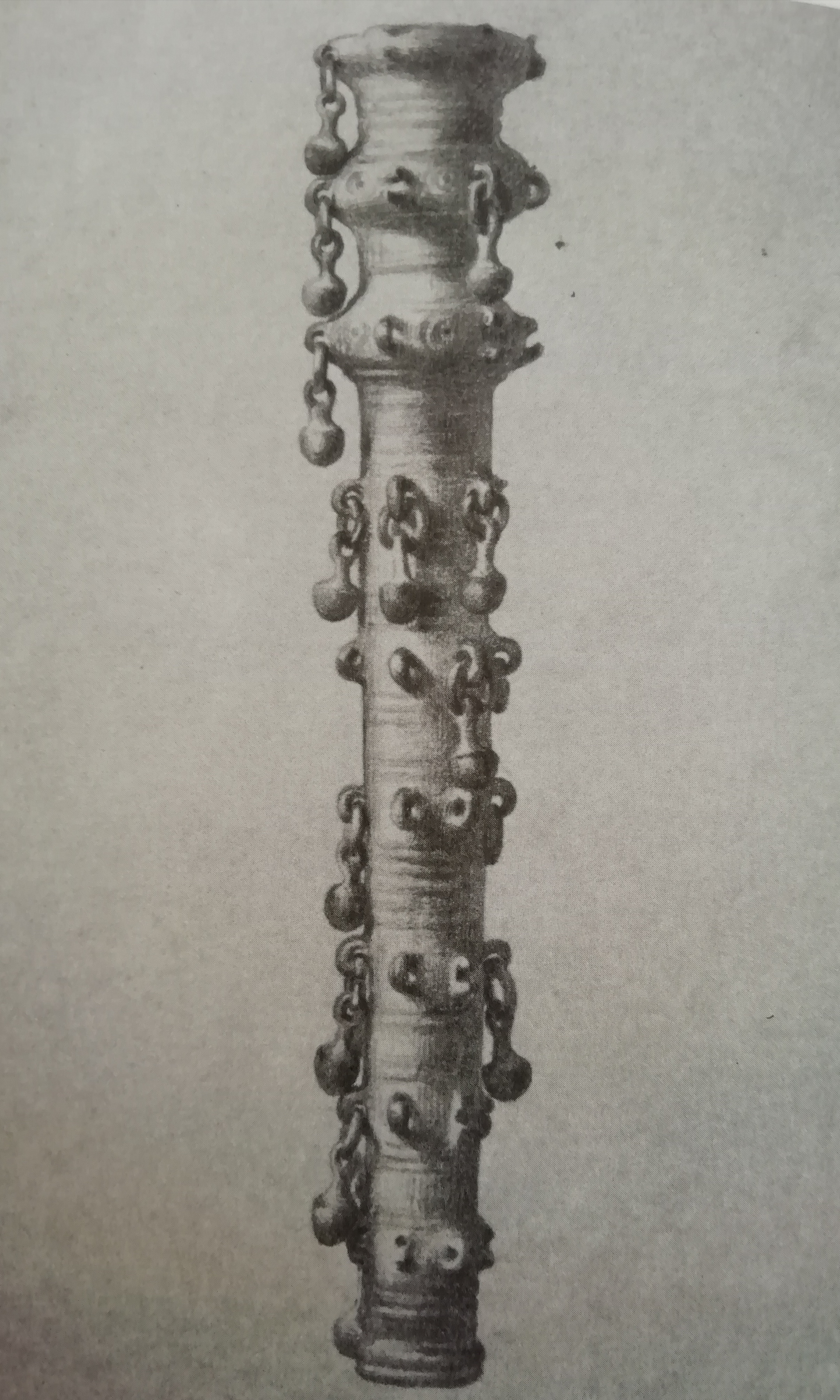
Disegno probabilmente del professor Crescioli, tubo in bronzo con pendenti (Archivio Museo Leone)
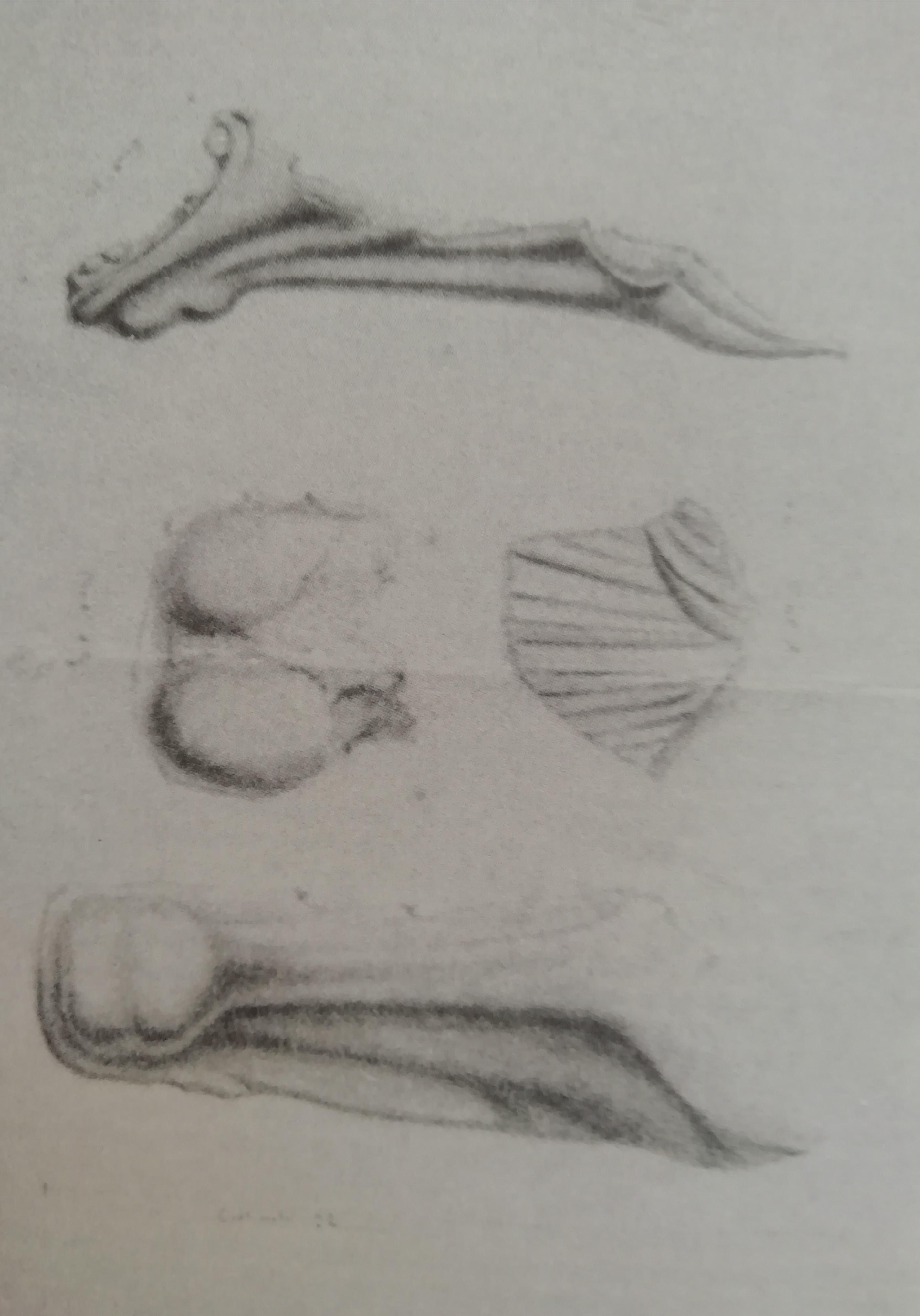
Disegno del Mella in una lettera indirizzata al Bruzza: frammenti appartenenti a una statua equestre (mandibola e testicoli di cavallo)
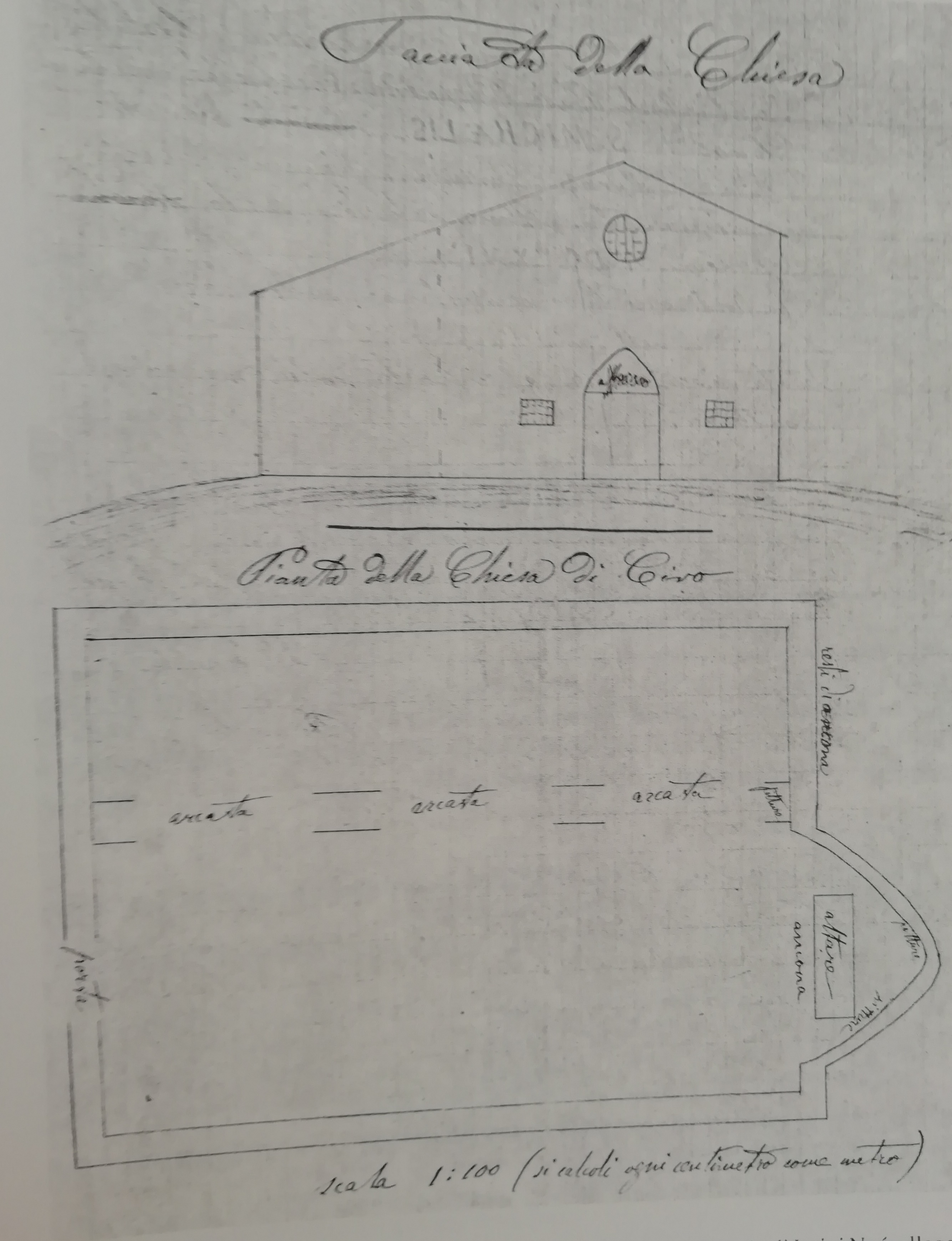
Schizzo della pianta e dell'alzato della chiesa di San Michele di Clivolo di Luigi Noè
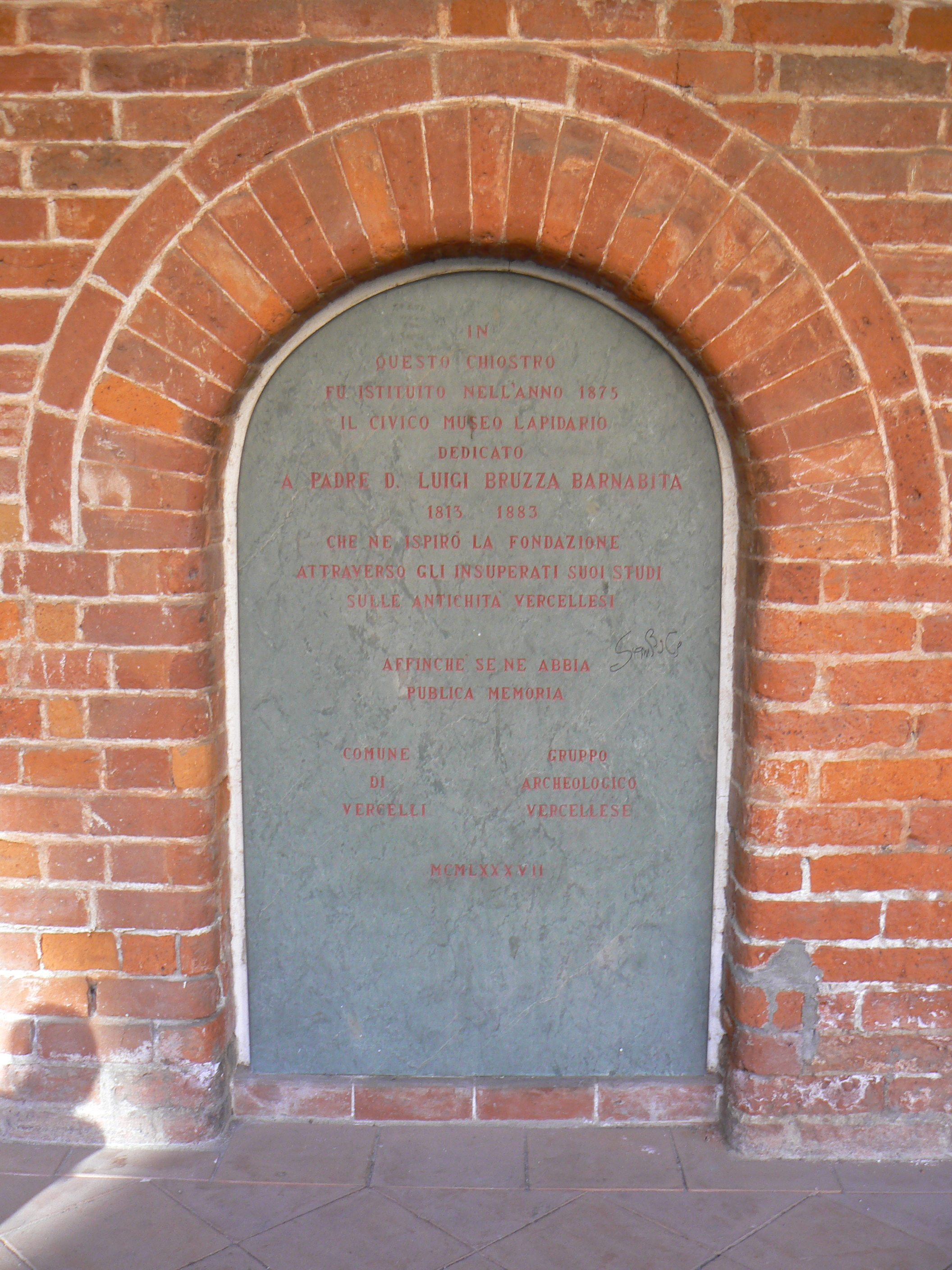
Lastra commemorativa dedicata a Luigi Bruzza e collocata nel chiostro della Basilica di Sant'Andrea di Vercelli
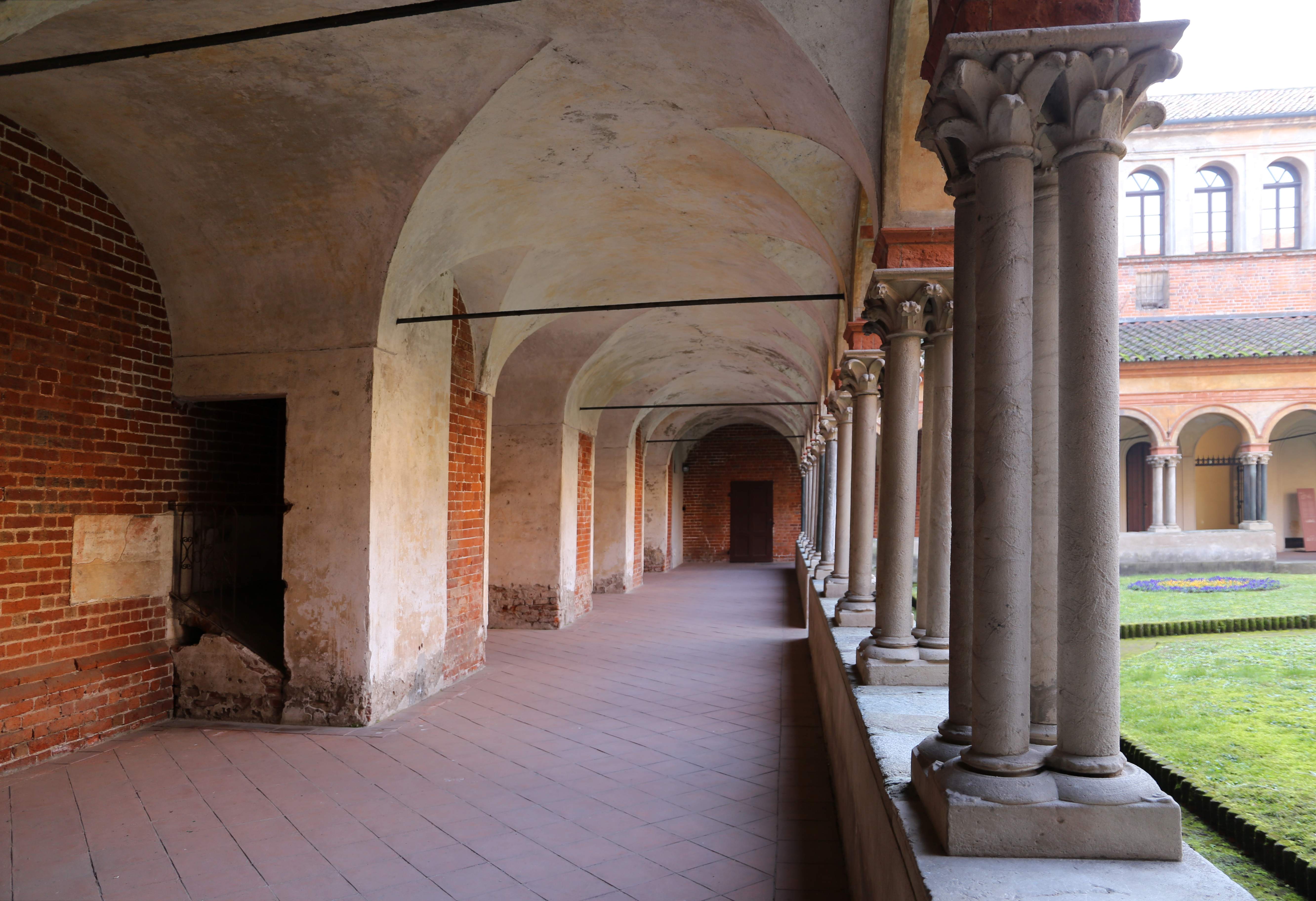
Chiostro della Basilica di Sant'Andrea di Vercelli
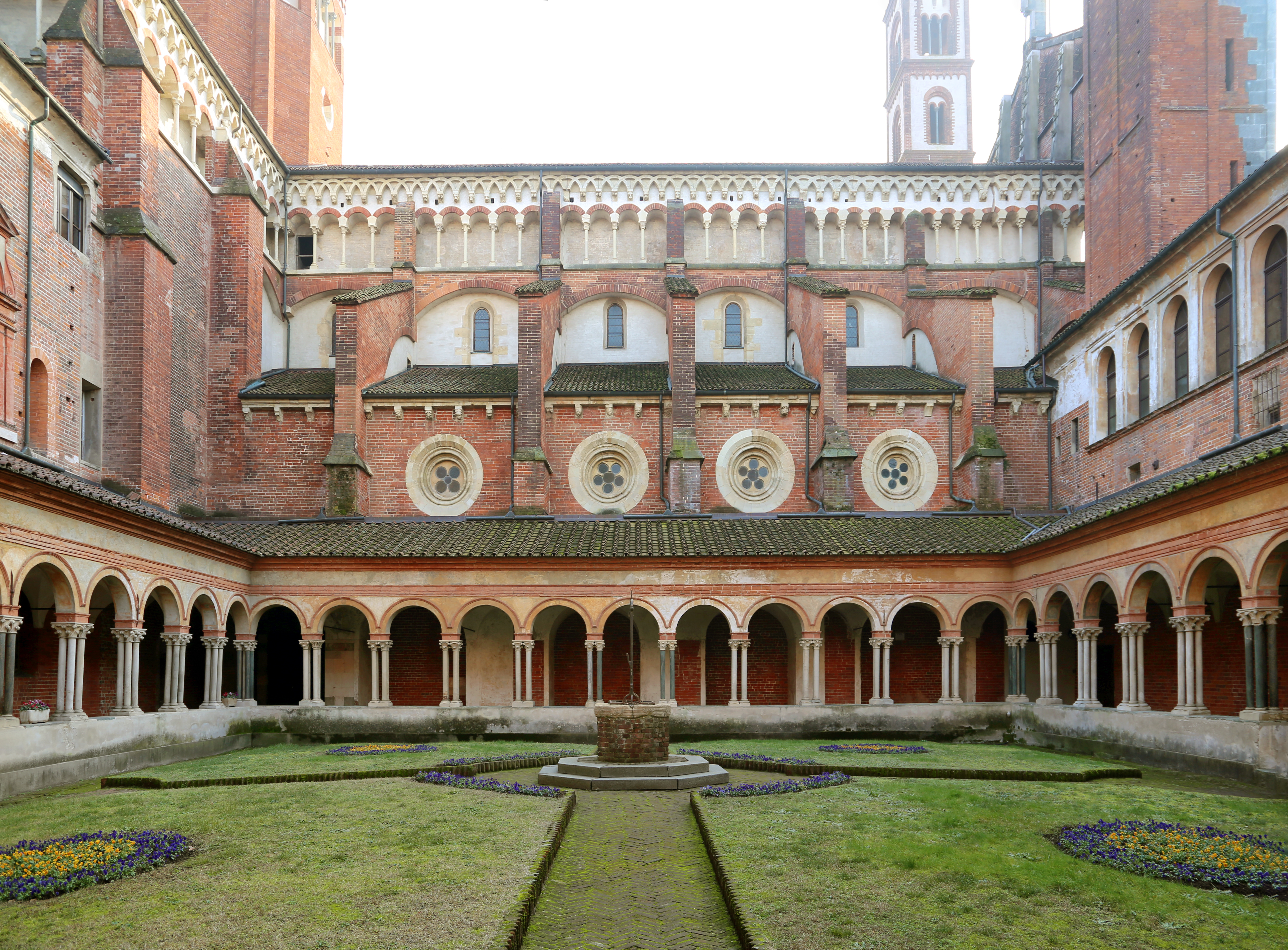
Chiostro della Basilica di Sant'Andrea di Vercelli
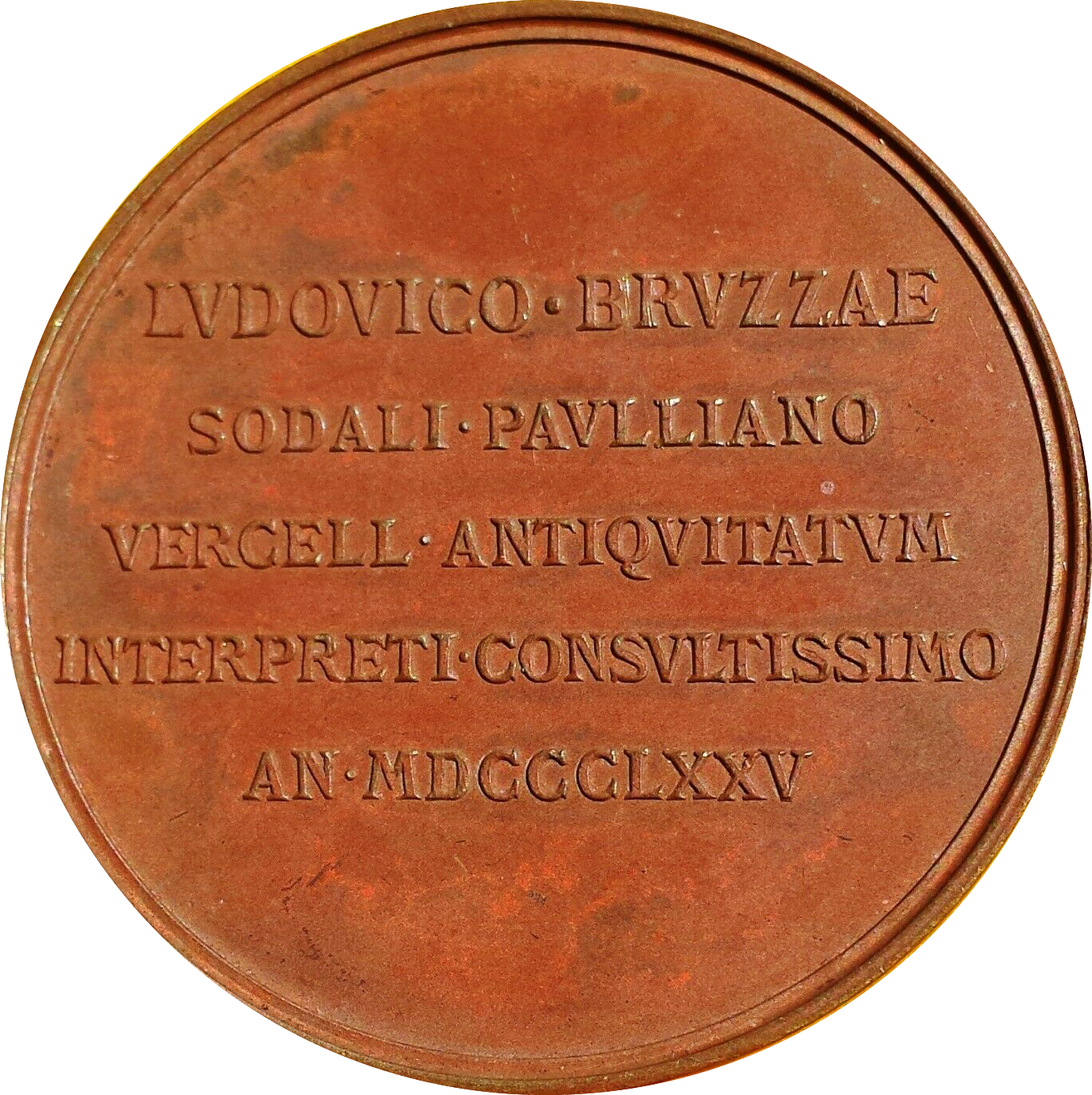
Medaglia commemorativa "Luigi Bruzza"
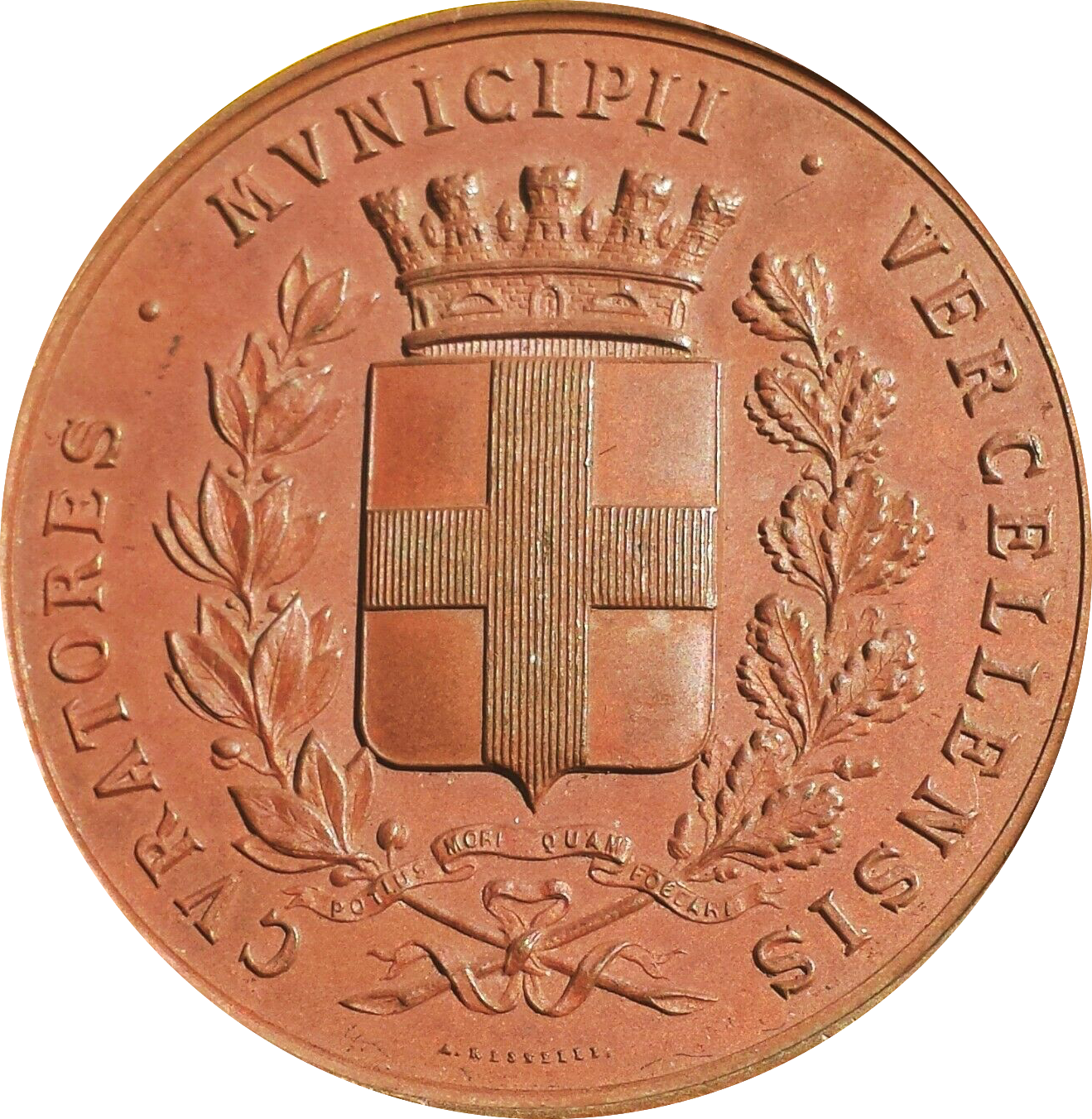
Medaglia commemorativa "Luigi Bruzza"
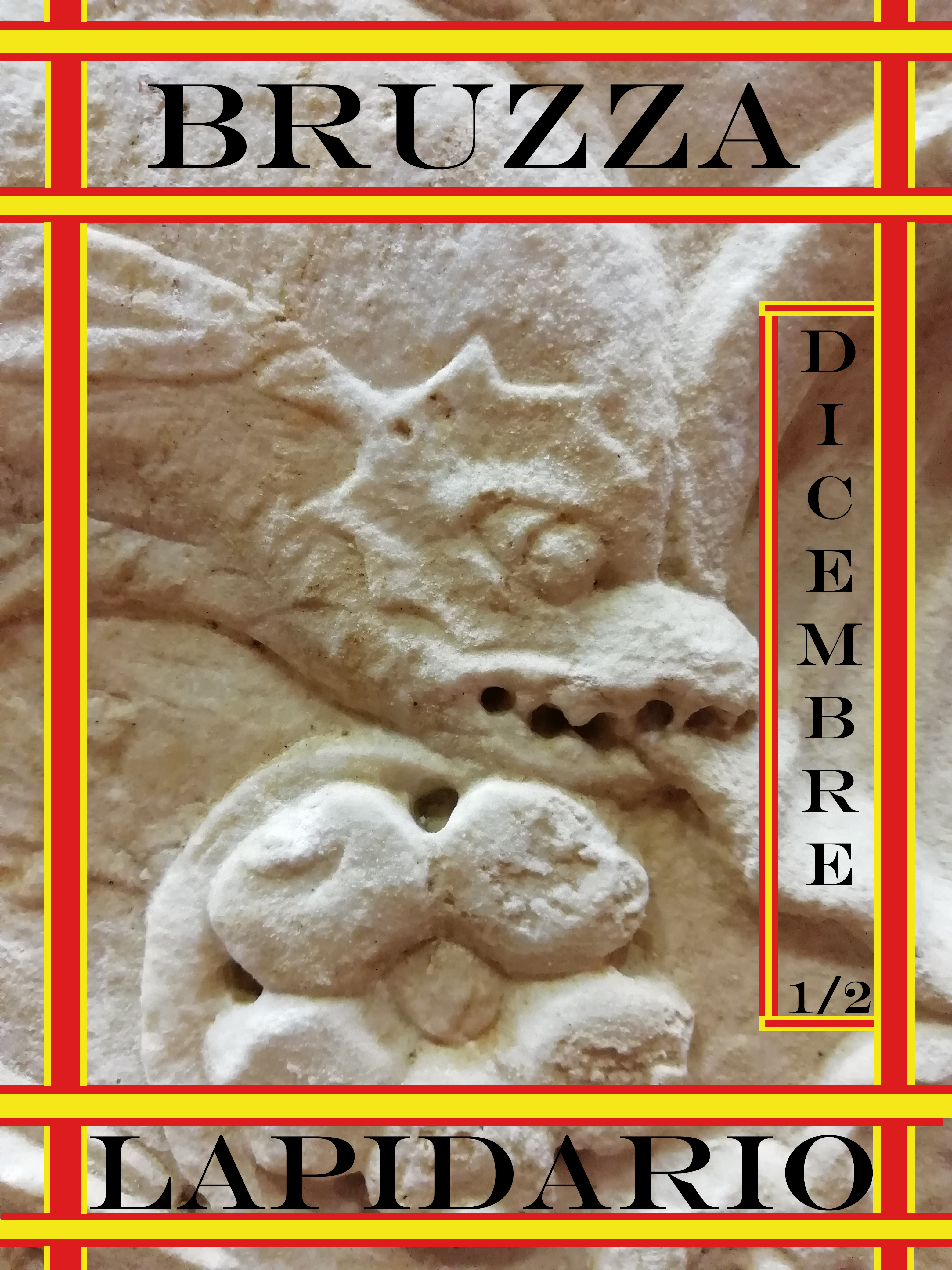
Copertina della rubrica su Facebook "Bruzza Lapidario" (uscita dicembre 2020)